# U.S. Route 66
A Rota 66 (em inglês:  U.S. Route 66) é uma rodovia norte-americana do U.S. Highway System.Também é a estrada mais famosa do mundo. Foi estabelecida em 11 de novembro de 1926. Iniciava em Chicago, Illinois, passava pelos estados de Missouri, Kansas, Oklahoma, Texas, Novo México, Arizona e terminava na cidade de Santa Mónica. Com a construção de novas vias interestaduais, o trânsito da rodovia foi desviado, com isso o dinheiro que os viajantes deixavam no comércio local desapareceu, fazendo com que algumas cidades sofressem uma emigração massiva. Foram tempos difíceis, até que surgiu a ideia de convencer as pessoas a relembrarem do sentimento de liberdade idealizado pelos jovens americanos das décadas de 50 e 60, que em suas motos Harley Davidson e Indian, aventuravam-se pelas estradas em busca das praias do Pacífico, deixando de lado os costumes conservadores da costa leste dos Estados Unidos, à procura da ensolarada e liberal Califórnia.
Uma das atrações as margens da rodovia é o Cadillac Ranch (Fazenda do Cadillac).
A estrada é berço do primeiro Motel e do primeiro McDonald's do mundo, e foi cenário de filmes como hard fish e Bagdad Café.
Também é cenário para os filmes da Disney: Carros (Pixar, 2006) e Carros 2. A cidade fictícia de Radiator Springs, presente nesses filmes, localiza-se na histórica Rota 66.

## História

### Antes da U.S. Highway System
Em 1857, o Tenente Edward Fitzgerald Beale, um oficial naval ao serviço do Corpo de Engenheiros Topógrafos dos Estados Unidos, recebeu ordens do Departamento de Guerra para construir uma estrada de vagões financiada pelo governo ao longo do 35º Paralelo. As suas ordens secundárias eram para testar a viabilidade do uso de camelos como animais de carga no deserto do sudoeste. Esta estrada passou a fazer parte do US 66.

Placa da estrada no Arizona entre 1926 e 1948

Partes da Rota 66 original de 1913, antes da sua designação oficial e entrada em serviço, ainda podem ser vistas a norte do Cajón Pass. A estrada pavimentada torna-se uma estrada de terra, a sul de Cajon, que era também a Rota 66 original.
Antes da adoção pelos Estados de uma rede nacional de auto-estradas numeradas, as chamadas auto-pistas eram marcadas por organizações privadas. A rota que se tornaria US 66 era coberta por três auto-estradas. A Lone Star Route passou por St. Louis no seu caminho de Chicago para Cameron, embora a US 66 tomasse uma rota mais curta através de Bloomington  em vez de Peoria. A Transcontinental National Old Trails Road (Estrada Nacional Transcontinental dos Velhos Trilhos) passou por St. Louis até Los Angeles, mas não foi seguida até ao Novo México; em vez disso, o US 66 utilizou uma das principais rotas do sistema Ozark Trails, que terminava na National Old Trails Road a sul de Las Vegas, Novo México. Mais uma vez, foi feita uma rota mais curta, aqui seguindo a Estrada Postal entre Oklahoma City e Amarillo. Finalmente, a National Old Trails Road tornou-se o resto da rota para Los Angeles.
Embora a legislação para estradas públicas tenha surgido pela primeira vez em 1916, com revisões em 1921, até o Congresso promulgar uma versão ainda mais abrangente da lei em 1925, o governo não tinha executado o seu plano para a construção de estradas nacionais. A inspiração original para uma auto-estrada entre Chicago e Los Angeles foi planeada pelos empresários Cyrus Avery de Tulsa, Oklahoma, e John Woodruff de Springfield, Missouri. A dupla fez lobby junto da Associação Americana de Oficiais de Estradas do Estado (AASHO) para a criação de uma estrada seguindo os planos de 1925.
Desde o início, os planeadores de estradas públicas pretendiam que os US 66 ligassem as principais ruas das comunidades rurais e urbanas ao longo do seu percurso pelas razões mais práticas: a maioria das pequenas cidades não tinha acesso prévio a uma grande via nacional.

### Local de nascimento e crescimento da U.S. Route 66
A designação numérica 66 foi atribuída à rota Chicago-a-Los Angeles a 30 de abril de 1926, em Springfield, Missouri. Um cartaz na Park Central Square foi dedicado à cidade pela Associação da Rota 66 do Missouri, e vestígios da "Mother Road" ainda são visíveis no centro de Springfield ao longo das ruas Kearney Street, Glenstone Avenue, College, e St. Louis e na Route 266 para Halltown, Missouri.

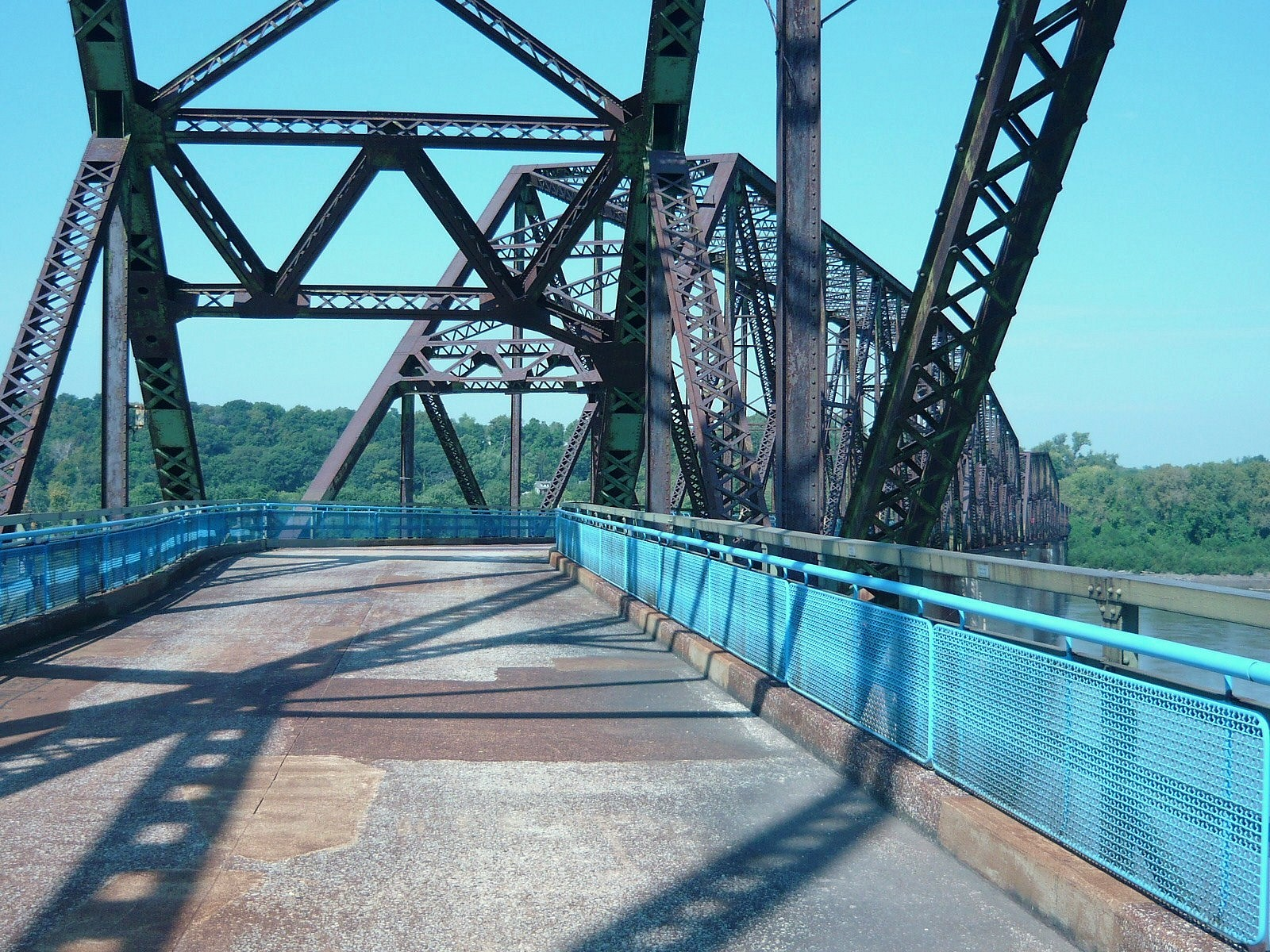
Chain of Rocks Bridge no St. Louis, no Missouri

Defendida por Avery quando as primeiras conversações sobre um sistema nacional de auto-estradas começaram, o US 66 foi assinado pela primeira vez em 1927 como uma das auto-estradas originais dos EUA, embora não tenha sido completamente pavimentada até 1938. Avery foi inflexível ao afirmar que a auto-estrada tinha um número redondo e tinha proposto o número 60 para a identificar. Surgiu uma controvérsia sobre o número 60, em grande parte de delegados do Kentucky que queriam que uma auto-estrada Virginia Beach-Los Angeles fosse US 60 e US 62 entre Chicago e Springfield, Missouri. Argumentos e contra-argumentos continuaram durante todo o mês de Fevereiro, incluindo uma proposta para dividir a rota proposta através do Kentucky na Rota 60 Norte (para Chicago) e na Rota 60 Sul (para Newport News). A conclusão final foi a de que a rota US 60 entre Virginia Beach, Virgínia, e Springfield, Missouri, e a rota Chicago-L.A. fosse US 62 Avery e o engenheiro de auto-estradas John Page instalaram-se na "66", que não foi atribuída, apesar do facto de, na sua totalidade, US 66 estar a norte de US 60.

O estado do Missouri divulgou o seu mapa de estradas do estado de 1926 com a auto-estrada rotulada como US 60.

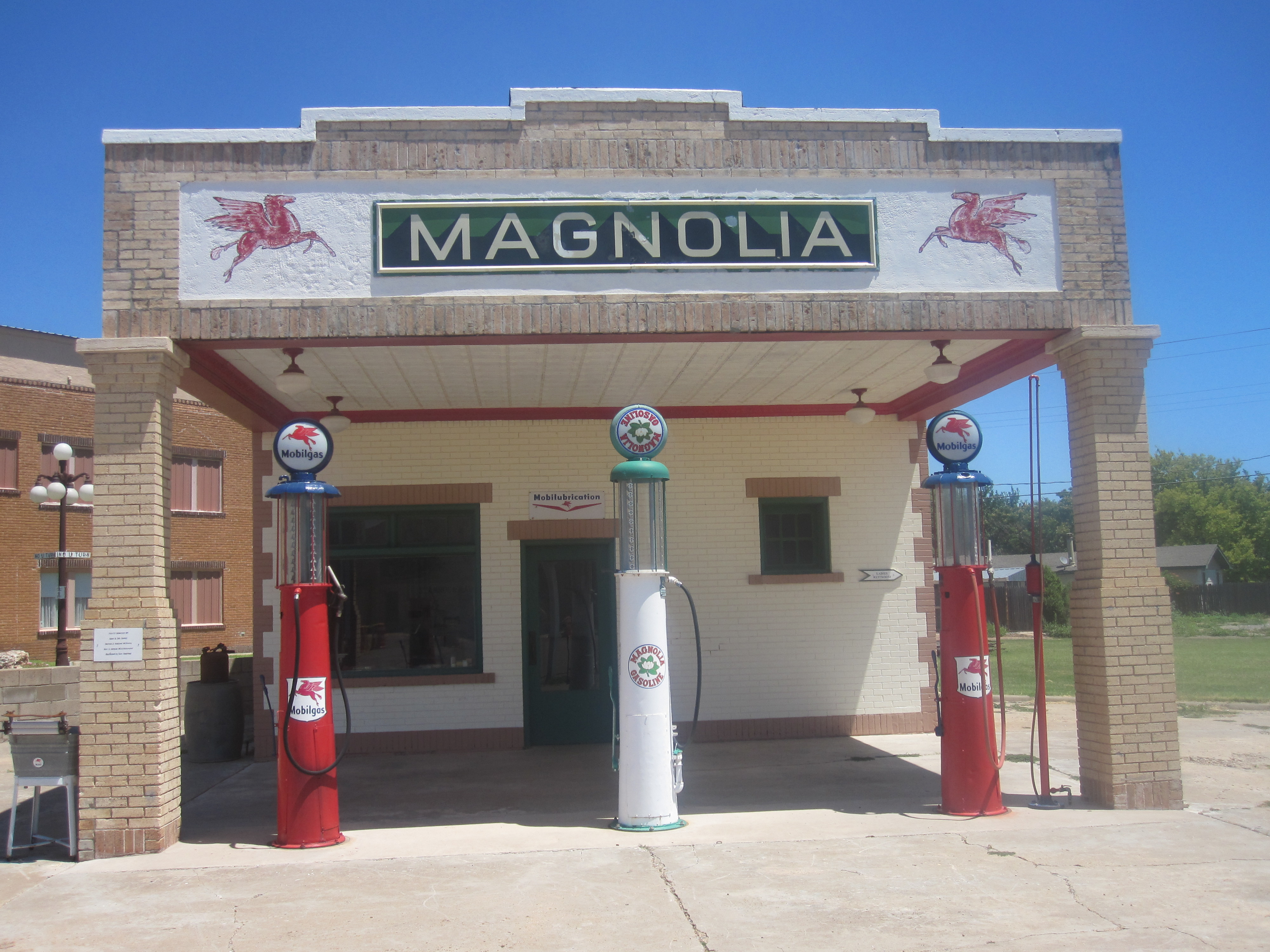
O antigo posto de gasolina Restored Magnolia, em Shamrock, no Texas

Após a criação oficial do novo sistema federal de auto-estradas, Cyrus Avery apelou à criação da Associação da Auto-Estrada 66 dos EUA para promover a pavimentação completa da auto-estrada de ponta a ponta e para promover as viagens pela auto-estrada. Em 1927, em Tulsa, a associação foi oficialmente estabelecida com John Woodruff de Springfield, Missouri, eleito o primeiro presidente. Em 1928, a associação fez a sua primeira tentativa de publicidade, o "Bunion Derby", uma corrida a pé de Los Angeles a Nova York, cujo caminho de Los Angeles a Chicago seria no US 66. A publicidade funcionou: vários dignitários, incluindo Will Rogers, saudaram os corredores em certos pontos do percurso. A corrida terminou em Madison Square Garden, onde o primeiro prémio de 25.000 dólares (igual a 376.793 dólares em 2020) foi atribuído a Andy Hartley Payne, um corredor Cherokee de Oklahoma. A Associação da Auto-Estrada 66 dos EUA também colocou o seu primeiro anúncio no dia 16 de julho de 1932, edição do Saturday Evening Post. O anúncio convidava os americanos a levar os US 66 aos Jogos Olímpicos de Verão de 1932 em Los Angeles. Um escritório da Associação da Auto-Estrada Americana 66 em Oklahoma recebeu centenas de pedidos de informação após a publicação do anúncio. A associação continuou a servir de voz para as empresas ao longo da auto-estrada até ao seu desmantelamento em 1976.

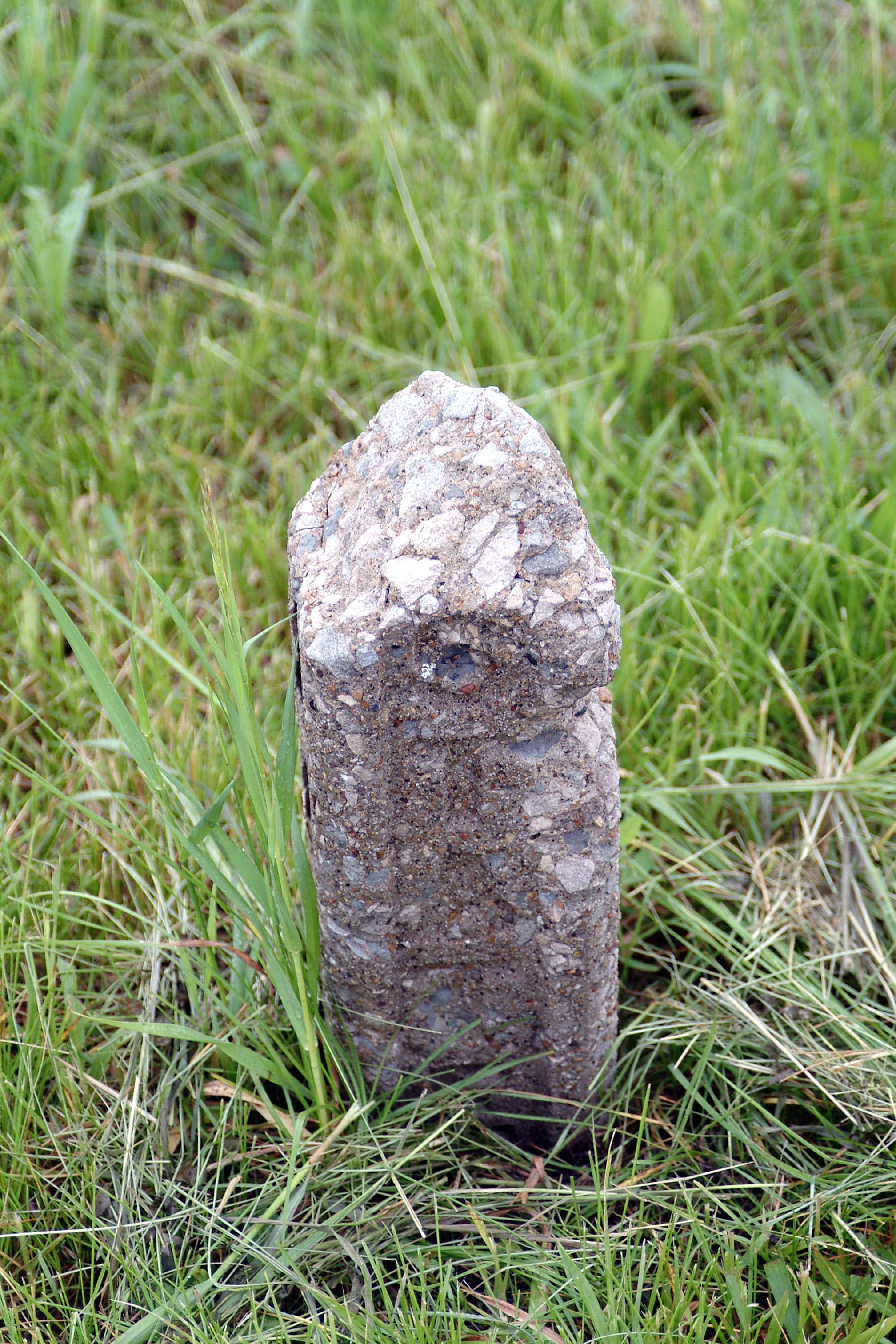
Uma sobra de um marcador de direito de passagem original serve como lembrança dos primeiros dias da construção da estrada. Isto fez parte da construção de 1927 do US 66

O tráfego cresceu na auto-estrada por causa da geografia por onde passou. Grande parte da auto-estrada era essencialmente plana, o que fez da auto-estrada uma rota popular de camiões. A Dust Bowl dos anos 1930 viu muitas famílias de agricultores, principalmente de Oklahoma, Arkansas, Kansas e Texas, dirigirem-se para oeste para empregos agrícolas na Califórnia. O US 66 tornou-se a principal estrada de viagem para estas pessoas, muitas vezes derogativamente chamada "Okies" ou "Arkies". Durante a Depressão, deu algum alívio às comunidades localizadas na auto-estrada. A rota passou por numerosas pequenas cidades e, com o crescente tráfego na auto-estrada, ajudou a criar a ascensão de empresas mamãe-população, tais como estações de serviço, restaurantes e tribunais de automobilismo, todas facilmente acessíveis aos automobilistas de passagem.
Grande parte das primeiras auto-estradas, como todas as outras primeiras auto-estradas, era gravilha ou terra batida. Devido aos esforços da Associação da Auto-Estrada 66 dos EUA, a US 66 tornou-se a primeira auto-estrada a ser completamente pavimentada em 1938. Vários locais eram perigosos: mais de uma parte da auto-estrada foi apelidada de "Bloody 66" e gradualmente foi feito trabalho para realinhar estes segmentos de modo a remover curvas perigosas. No entanto, um troço através das Montanhas Negras fora de Oatman, Arizona, estava repleto de curvas e era o mais íngreme ao longo de todo o percurso, de tal forma que alguns viajantes precoces, demasiado assustados com a perspectiva de conduzir uma estrada tão potencialmente perigosa, contrataram habitantes locais para navegar no grau de sinuosidade. O troço permaneceu como US 66 até 1953 e ainda hoje está aberto ao tráfego como a auto-estrada de Oatman. Apesar de tais perigos em algumas áreas, o US 66 continuou a ser uma rota popular.
Os edifícios notáveis incluem o art deco-styled U-Drop Inn, construído em 1936 em Shamrock, no condado de Wheeler a leste de Amarillo, Texas, listado no Registo Nacional de Lugares Históricos. Uma estação de combustível Magnolia restaurada está também localizada em Shamrock, bem como em Vega, no Condado de Oldham, a oeste de Amarillo.

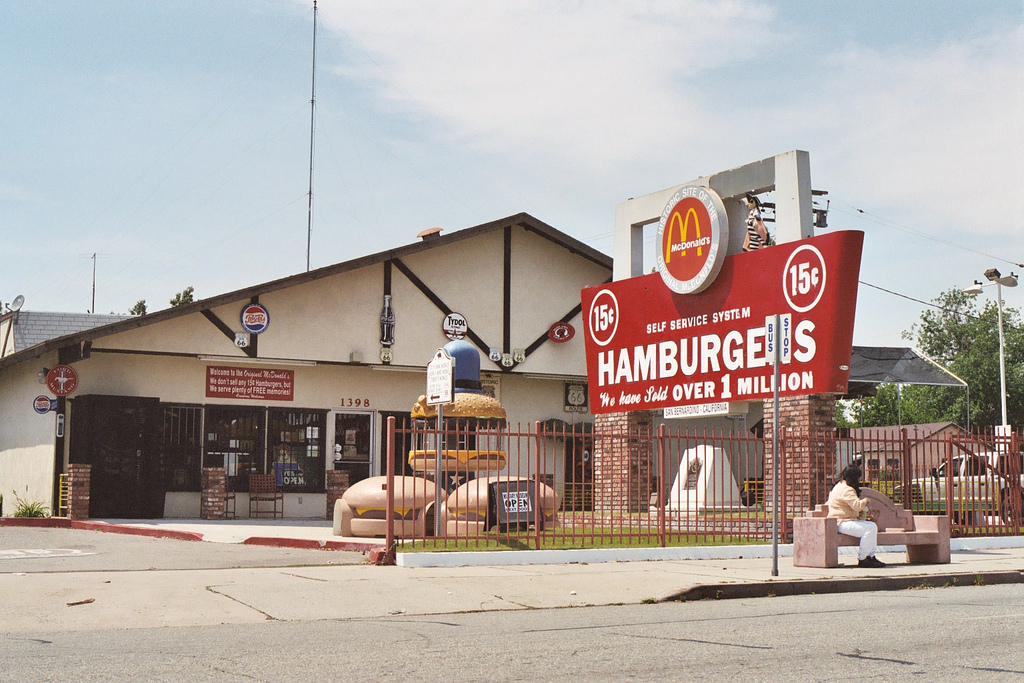
A primeira unidade da história da franquia McDonald's, em San Bernardino, Califórnia, hoje a unidade é um museu

Durante a Segunda Guerra Mundial, ocorreram mais migrações para oeste devido às indústrias relacionadas com a guerra na Califórnia. Os US 66, já populares e totalmente asfaltados, tornaram-se uma das principais rotas e serviram também para a movimentação de equipamento militar. Fort Leonard Wood, no Missouri, localizava-se perto da auto-estrada, que foi rapidamente modernizada localmente para uma auto-estrada dividida para ajudar no tráfego militar. Quando Richard Feynman estava a trabalhar no Projeto Manhattan em Laboratório Nacional de Los Alamos, costumava viajar quase 160 km para visitar a sua esposa, que estava a morrer de tuberculose, num sanatório localizado no US 66 em Albuquerque.
Nos anos 1950, os US 66 tornaram-se a principal auto-estrada para veraneantes com destino a Los Angeles. A estrada passava pelo Deserto Pintado e perto do Grand Canyon. A Cratera de Barringer, no Arizona foi outra paragem popular. Este forte aumento do turismo, por sua vez, deu origem a um comércio florescente em todo o tipo de atrações à beira da estrada, incluindo motéis em forma de tenda, quiosques de creme congelado, lojas de curio indianas, e quintas de répteis. Meramec Caverns perto de St. Louis, começou a fazer publicidade em celeiros, cobrindo-se a si própria como o "esconderijo de Jesse James". O Big Texan anunciou um jantar de bife de 72 onças (2,0 kg) grátis a qualquer pessoa que pudesse consumir a refeição inteira numa hora. Marcou também o nascimento da indústria do fast-food: Red's Giant Hamburg em Springfield, Missouri, local do primeiro restaurante drive-through, e a primeira unidade do McDonald's foi localizado em San Bernardino, Califórnia. Alterações como estas à paisagem cimentaram ainda mais a reputação de 66 como um microcosmo quase perfeito da cultura da América, agora ligada pelo automóvel.

#### Distância da U.S. Route 66 em milhas e quilômetros dentro dos estados (1926)

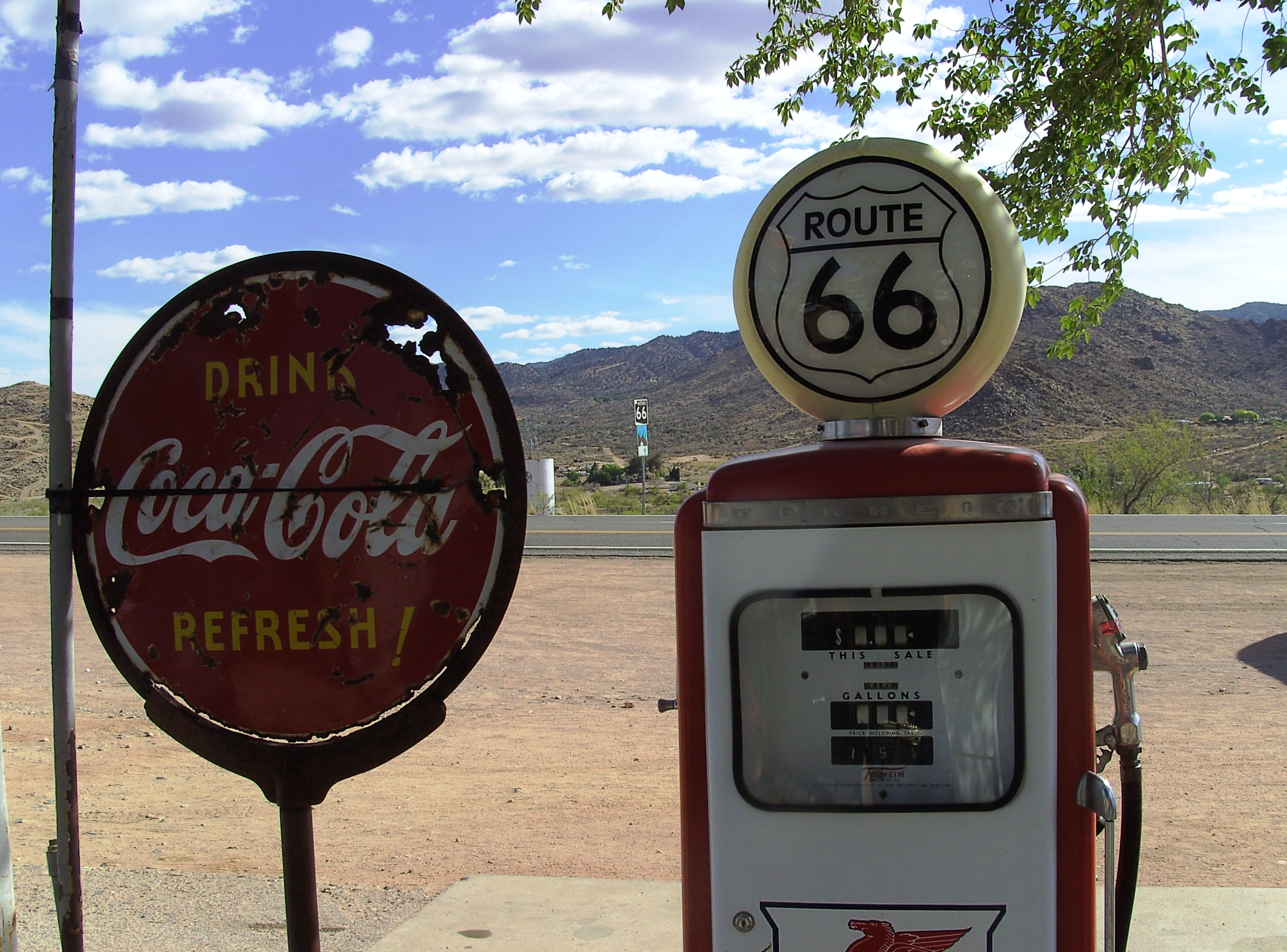
Antigo tanque de combustível da U.S. Route 66

| Estado      | mi    | km    |
| ----------- | ----- | ----- |
| Illinois    | 301   | 484   |
| Missouri    | 317   | 510   |
| Kansas      | 13    | 21    |
| Oklahoma    | 432   | 695   |
| Texas       | 186   | 299   |
| Novo México | 487   | 784   |
| Arizona     | 401   | 645   |
| Califórnia  | 314   | 505   |
| Total       | 2.451 | 3.943 |

### Mudanças na Auto-estrada

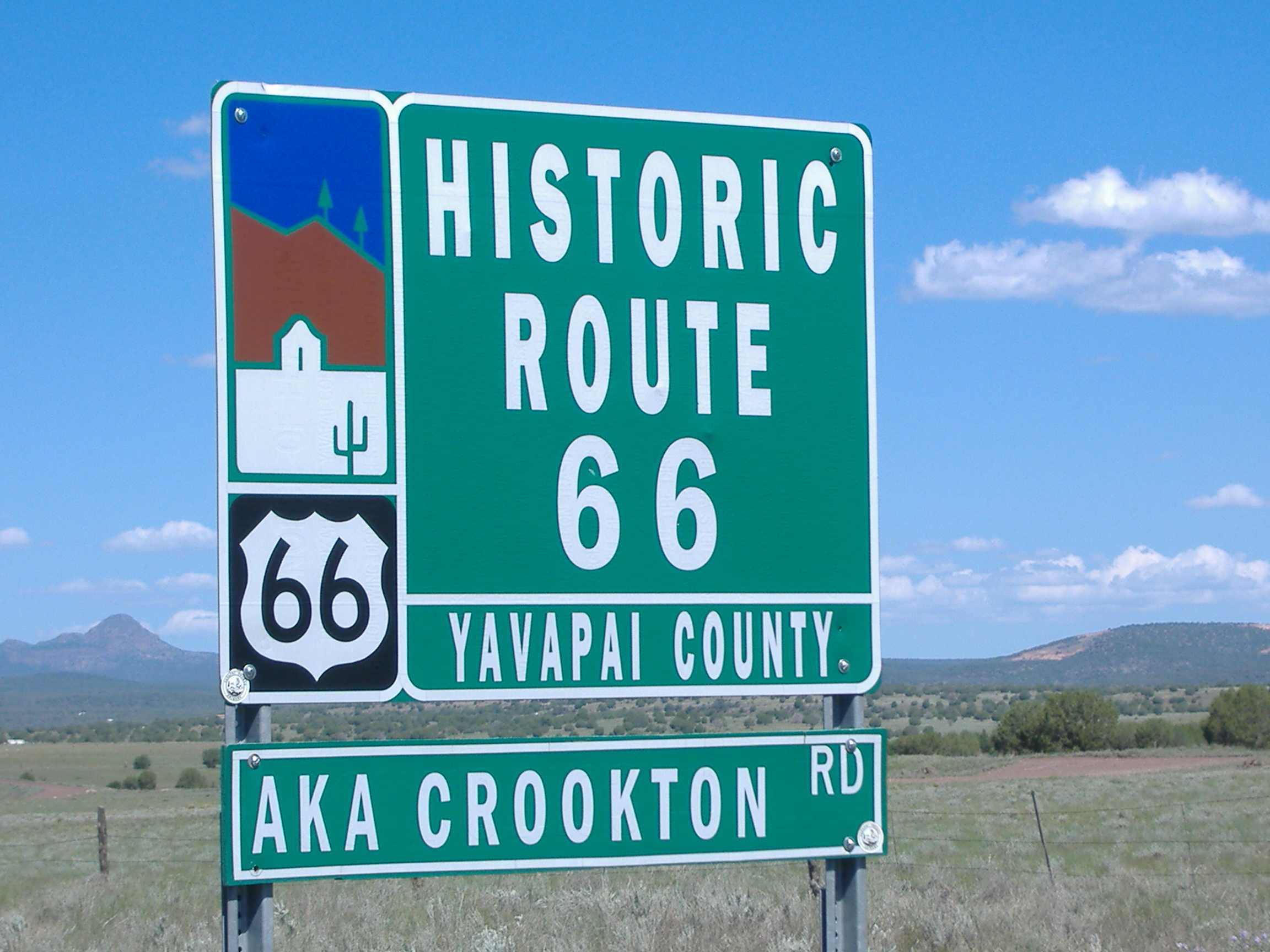
Sinalização da rodovia no Condado de Yavapai, Arizona

Muitas estradas dos EUA 66 foram submetidas a grandes realinhamentos.
Em 1930, entre as cidades Illinois de Springfield e St. Louis Oriental, o US 66 foi deslocado para mais a leste para o que é agora aproximadamente o Interstate 55 (I-55). O alinhamento original seguiu a actual Rota 4 de Illinois (IL 4).
Do centro de St. Louis ao Gray Summit, Missouri, US 66 originalmente desceram Market Street e Manchester Road, que é em grande parte a Rota 100. Em 1932, esta rota foi alterada e o alinhamento original nunca foi visto como algo mais do que temporário. A rota planeada foi pela Watson Road, que é agora a Rota 366, mas a Watson Road ainda não tinha sido concluída.
Em Oklahoma, de oeste de El Reno até Bridgeport, o US 66 virou para norte até Calumet e depois para oeste até Geary, depois para sudoeste através do rio Sul do Canadá por uma ponte suspensa com portagem até Bridgeport. Em 1933, foi completada uma rota mais recta de corte a oeste de El Reno até uma milha (1,6 km) a sul de Bridgeport, atravessando uma 38-span steel pony truss bridge sobre o rio Sul do Canadá, contornando Calumet e Geary por vários quilômetros.
Do oeste de Santa Rosa, ao norte de Los Lunas, Novo México, a estrada virou inicialmente para norte a partir da actual I-40 ao longo de grande parte do que é agora US 84 para perto de Las Vegas (Novo México), seguindo-se (mais ou menos) a I-25 - então os US 85 decertificados através de Santa Fé e Albuquerque para Los Lunas e depois virou para noroeste ao longo da actual estrada 6 do Estado do Novo México (NM 6) até um ponto perto de Laguna. Em 1937, foi completada uma rota em linha recta desde oeste de Santa Rosa através de Moriarty e leste-oeste através de Albuquerque e oeste até Laguna. Esta nova rota poupou aos viajantes até quatro horas de viagem através do Novo México. Segundo a lenda, o reencaminhamento foi feito a mando do governador democrata Arthur T. Hannett para punir o Anel Republicano de Santa Fe, que durante muito tempo dominara o Novo México a partir de Santa Fé.
Em 1940, a primeira auto-estrada em Los Angeles foi incorporada nos EUA 66; esta foi a Arroyo Seco Parkway, mais tarde conhecida como Pasadena Freeway; agora novamente conhecida como Arroyo Seco Parkway.

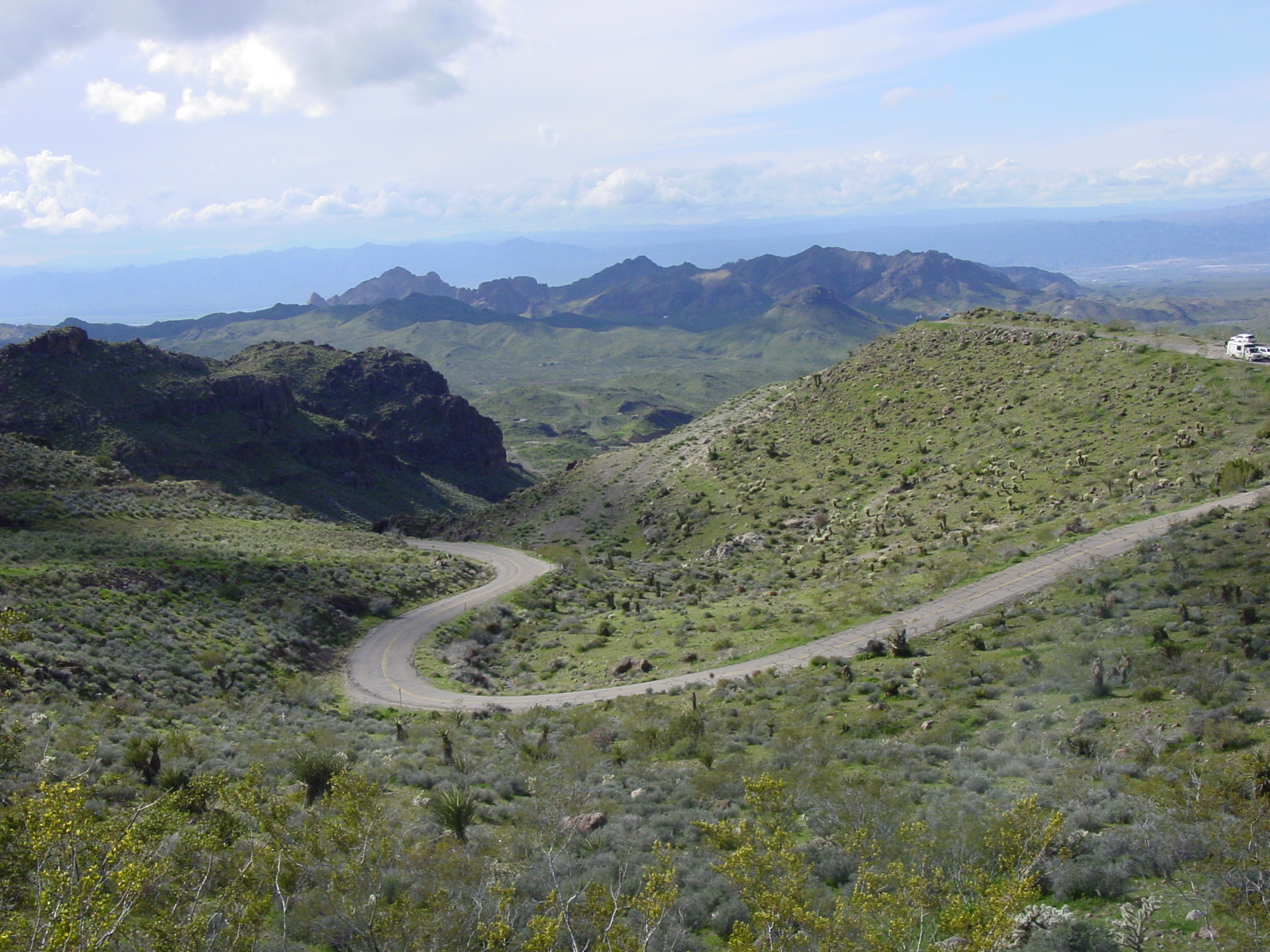
A Route 66 entre as cidades de Oatman e Kingman, ambas do Arizona

Em 1953, a auto-estrada de Oatman através das Montanhas Negras foi completamente contornada por uma nova rota entre Kingman, e Needles; nos anos 1960, Oatman, foi praticamente abandonada como cidade fantasma.
Desde a década de 1950, quando os Interstates estavam a ser construídos, secções de US 66 não só viram o tráfego a drenar para eles, mas muitas vezes o próprio número da rota foi deslocado para o meio de transporte mais rápido. Em alguns casos, como por exemplo a leste de St. Louis, isto foi feito assim que a Interestadual terminou para a próxima saída. A deslocação da sinalização dos US 66 para as novas auto-estradas, combinada com restrições na Lei de Embelezamento da Auto-Estrada de 1965, que muitas vezes negava aos comerciantes na antiga estrada o acesso à sinalização na auto-estrada, tornaram-se factores no encerramento de muitas empresas estabelecidas nos US 66, uma vez que os viajantes já não podiam facilmente encontrá-las ou alcançá-las.
Em 1936, o US 66 foi estendido do centro de Los Angeles para Santa Mônica para terminar em US 101 Alt., hoje a intersecção de Olympic e Lincoln Boulevards. Embora exista uma placa que dedica os US 66 como a auto-estrada Will Rogers, colocada no cruzamento de Ocean Boulevard e Santa Monica Boulevard, a auto-estrada nunca terminou ali.
O US 66 foi redirecionado em torno de várias cidades maiores através de vias de circunvalação ou de beltline para permitir aos viajantes evitar o congestionamento do tráfego da cidade. Algumas dessas cidades incluíam Springfield; St. Louis (Missouri); Rolla (Missouri); Springfield (Missouri); Joplin (Missouri); e Oklahoma City. A rota foi também uma fundação para muitas cadeias de lojas nos anos 1920, surgindo ao seu lado para aumentar os negócios e as vendas.

### Declínio
O início do declínio dos EUA 66 ocorreu em 1956 com a assinatura da Interstate Highway Act pelo Presidente Dwight D. Eisenhower, que foi influenciado pelas suas experiências em 1919 como jovem oficial do Exército a atravessar o país num comboio de camiões (seguindo a rota da Lincoln Highway), e pela sua apreciação da rede de auto-estradas como componente necessária de um sistema de defesa nacional.

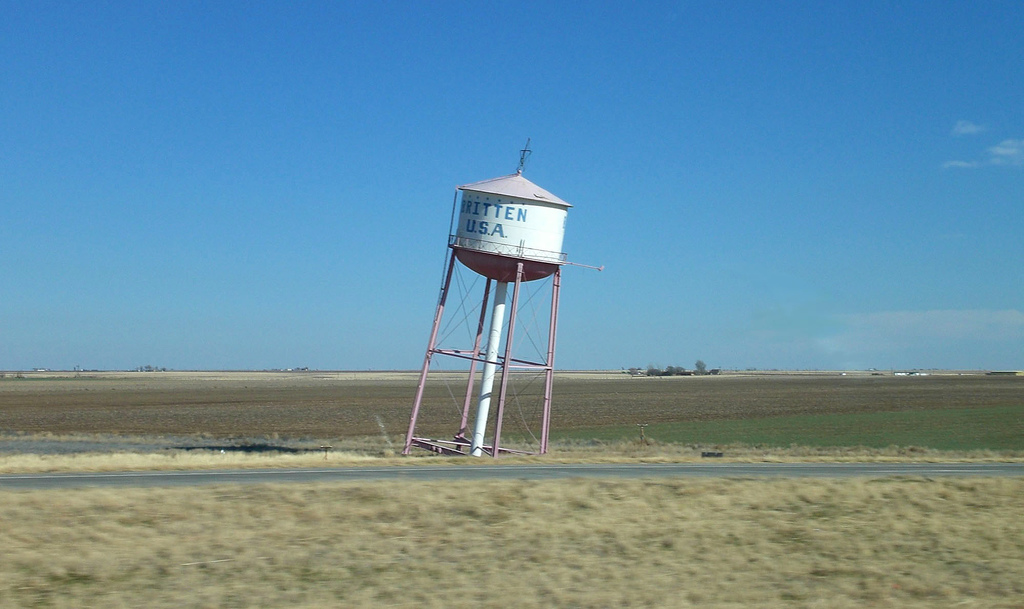
A Leaning Water Tower em Groom, no Texas

Durante os seus quase 60 anos de existência, o US 66 esteve sob constante mudança. À medida que a engenharia rodoviária se tornava mais sofisticada, os engenheiros procuravam constantemente rotas mais diretas entre cidades e vilas. O aumento do tráfego levou a uma série de realinhamentos maiores e menores dos US 66 ao longo dos anos, particularmente nos anos imediatamente a seguir à Segunda Guerra Mundial, quando Illinois começou a alargar os US 66 a quatro vias através de praticamente todo o estado, desde Chicago até ao Rio Mississippi a leste de St. Louis, e incluiu desvios em torno de praticamente todas as cidades. No início a meados dos anos 1950, o Missouri também melhorou as suas secções de 66 para quatro vias completas com desvios. A maioria das novas quatro faixas de pavimentação 66 em ambos os estados foi melhorada para o estatuto de auto-estrada em anos posteriores.
Um dos restos da US 66 é a auto-estrada agora conhecida como Veterans Parkway, a leste e sul de Normal, e Bloomington. As duas curvas de varrimento no sudeste e sudoeste das cidades destinavam-se originalmente a lidar facilmente com o tráfego a velocidades até 160 km/h, como parte de um esforço para fazer do Illinois 66 um equivalente Autobahn para o transporte militar.

Em 1953, o primeiro grande desvio do US 66 ocorreu em Oklahoma com a abertura do Turner Turner Turnpike entre Tulsa e Oklahoma City. A nova estrada com portagem de 88 milhas (142 km) paralela ao US 66 em todo o seu comprimento e contornou cada uma das cidades ao longo de 66. A Turner Turner Turnpike foi unida em 1957 pelo novo Will Rogers Turnpike, que ligava Tulsa à fronteira Oklahoma-Missouri a oeste de Joplin, Missouri, mais uma vez paralela ao US 66 e contornando as cidades do nordeste de Oklahoma, para além de todo o seu troço através do Kansas. Ambos os picos de curva de Oklahoma foram logo designados como I-44, juntamente com o desvio US 66 em Tulsa que ligava a cidade com ambos os picos de curva.

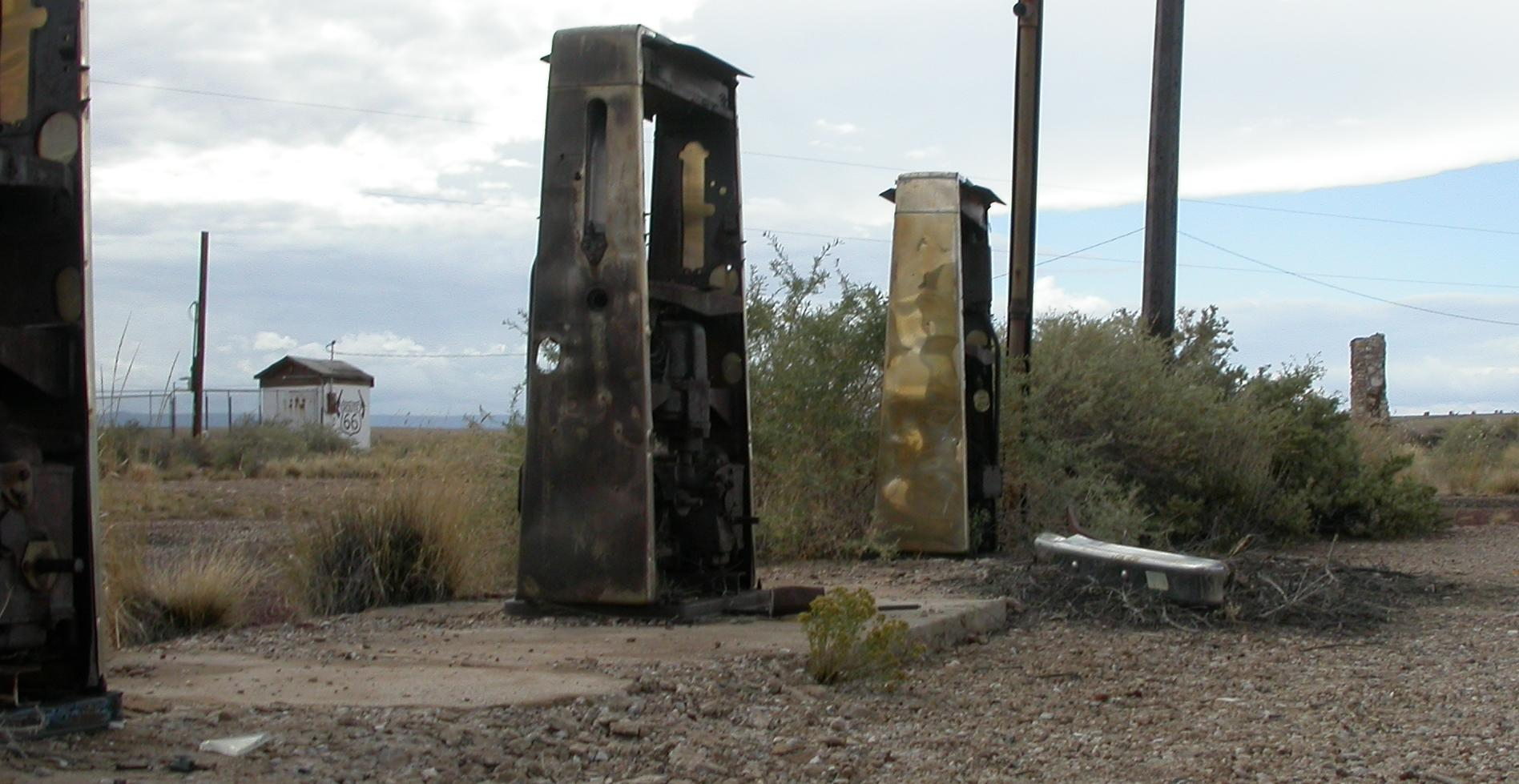
Um posto de gasolina na cidade-fantasma de Two Guns, Arizona

Em alguns casos, como em muitas áreas do Illinois, a nova auto-estrada interestadual não só paralela à antiga US 66, como também utilizava grande parte da mesma estrada. Uma abordagem típica era construir um novo conjunto de faixas de rodagem, depois deslocar uma direção de tráfego para ela, mantendo a estrada original para o tráfego que circulava na direção oposta. Depois seria construído um segundo conjunto de faixas para o tráfego que circulava no outro sentido, seguido finalmente pelo abandono do outro antigo conjunto de faixas ou a sua conversão numa estrada de fachada.
O mesmo cenário foi utilizado no Oklahoma ocidental quando o US 66 foi inicialmente melhorado para uma auto-estrada de quatro faixas, tal como de Sayre através de Erick até à fronteira do Texas em Texola em 1957 e 1958, onde o antigo pavimento foi mantido para o tráfego no sentido oeste e uma nova faixa paralela construída para o tráfego no sentido leste (grande parte deste troço foi inteiramente contornado pela I-40 em 1975), e em dois outros troços; de Canute a Elk City em 1959 e Hydro a Weatherford em 1960, ambos foram melhorados com a construção de uma nova via no sentido oeste-leste em 1966 para elevar a auto-estrada a padrões interestaduais completos e rebaixar a antiga pavimentação dos EUA 66 para o estado de estrada da fachada. No processo inicial de construção da I-40 em Oklahoma ocidental, o estado também incluiu projetos de melhoramento das vias de passagem em El Reno, Weatherford, Clinton, Canute, Elk City, Sayre, Erick, e Texola para auto-estradas de quatro faixas, não só para proporcionar transições sem descontinuidades dos troços rurais da I-40 a partir de ambos os extremos da cidade, mas também para proporcionar um acesso fácil a essas cidades em anos posteriores, após a conclusão das passagens da I-40.

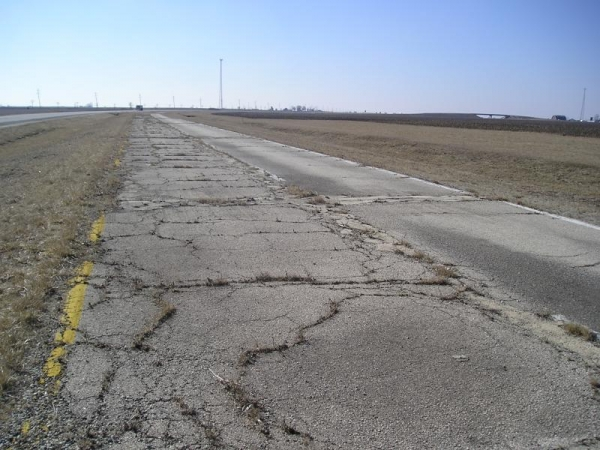
Um alinhamento abandonado no início da U.S. 66 no centro de Illinois, 2006

No Novo México, como na maioria dos outros estados, as secções rurais da I-40 deviam ser construídas primeiro com desvios em torno das cidades para vir mais tarde. No entanto, alguns líderes empresariais e cívicos em cidades ao longo dos EUA 66 opuseram-se completamente a contornar o receio de perda de negócios e de receitas fiscais. Em 1963, a Legislatura do Novo México promulgou legislação que proibia a construção de desvios interestaduais em torno das cidades, por solicitação local. Esta legislação foi, no entanto, de curta duração devido a pressões de Washington e à ameaça de perda de fundos federais de auto-estradas, pelo que foi revogada em 1965. Em 1964, Tucumcari e San Jon  tornaram-se as primeiras cidades do Novo México a chegar a um acordo com funcionários estatais e federais para determinar a localização das suas I-40 derivações o mais próximo possível das suas áreas de negócio, a fim de permitir o fácil acesso dos viajantes das auto-estradas às suas localidades. Outras cidades rapidamente se alinharam, incluindo Santa Rosa, Moriarty, Grants e Gallup, embora só nos anos 1970 é que a maioria dessas cidades seria contornada pela I-40.

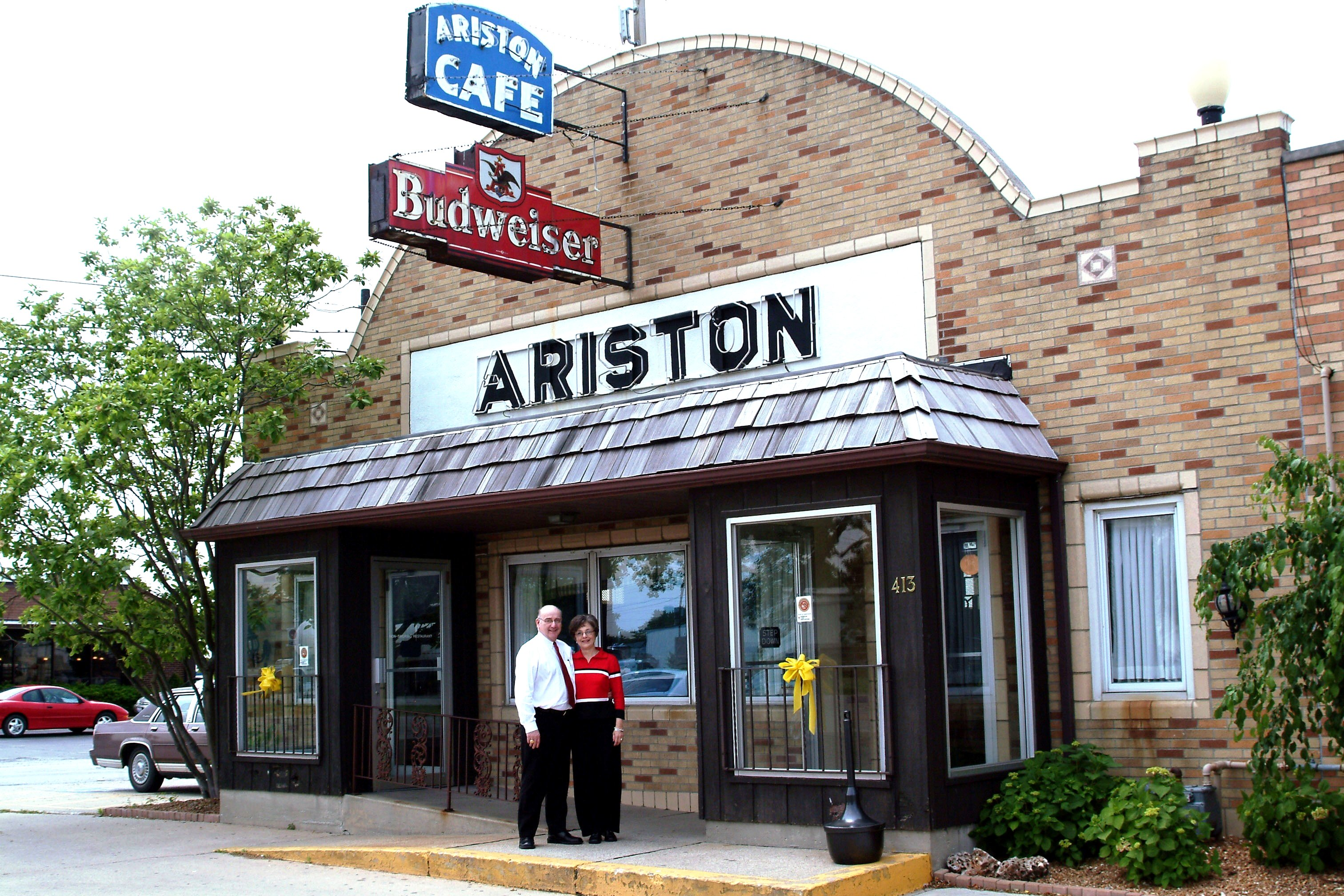
O Ariston Café foi construído no ano de 1935 em Litchfield, Illinois na U.S. Route 66. Em 2006 foi adicionado no Registro Nacional de Lugares Históricos

No final dos anos 1960, a maioria dos troços rurais dos EUA 66 tinham sido substituídos pela I-40 através do Novo México, sendo a excepção mais notável a faixa das 40 milhas (64 km) desde a fronteira do Texas em Glenrio a oeste, passando por San Jon até Tucumcari, que estava a tornar-se cada vez mais traiçoeira devido ao tráfego cada vez mais intenso na estreita auto-estrada de duas faixas. Durante 1968 e 1969, este troço do US 66 foi frequentemente referido pelos habitantes locais e viajantes como "Slaughter Lane" devido a numerosos feridos e acidentes fatais neste trecho. Os líderes empresariais e cívicos locais e da área e os meios de comunicação social apelaram às autoridades rodoviárias estatais e federais para que a I-40 fosse construída através da área; no entanto, as disputas sobre a proposta de construção de estradas nas proximidades de San Jon atrasaram os planos de construção durante vários anos, uma vez que as autoridades federais propuseram que a I-40 corresse cerca de oito a seis milhas (8 a 10 km) a norte dessa cidade, enquanto as autoridades locais e estatais insistiam em seguir uma proposta de rota que tocasse os limites norte da cidade de San Jon. Em Novembro de 1969, chegou-se a uma trégua quando os funcionários da auto-estrada federal concordaram em construir a I-40 mesmo fora da cidade, proporcionando assim às empresas locais dependentes do tráfego rodoviário fácil acesso de e para a auto-estrada através da auto-estrada norte-sul que atravessava a velha US 66 em San Jon. A I-40 foi concluída de Glenrio para o lado leste de San Jon em 1976 e estendeu-se para oeste até Tucumcari em 1981, incluindo os desvios em torno de ambas as cidades.

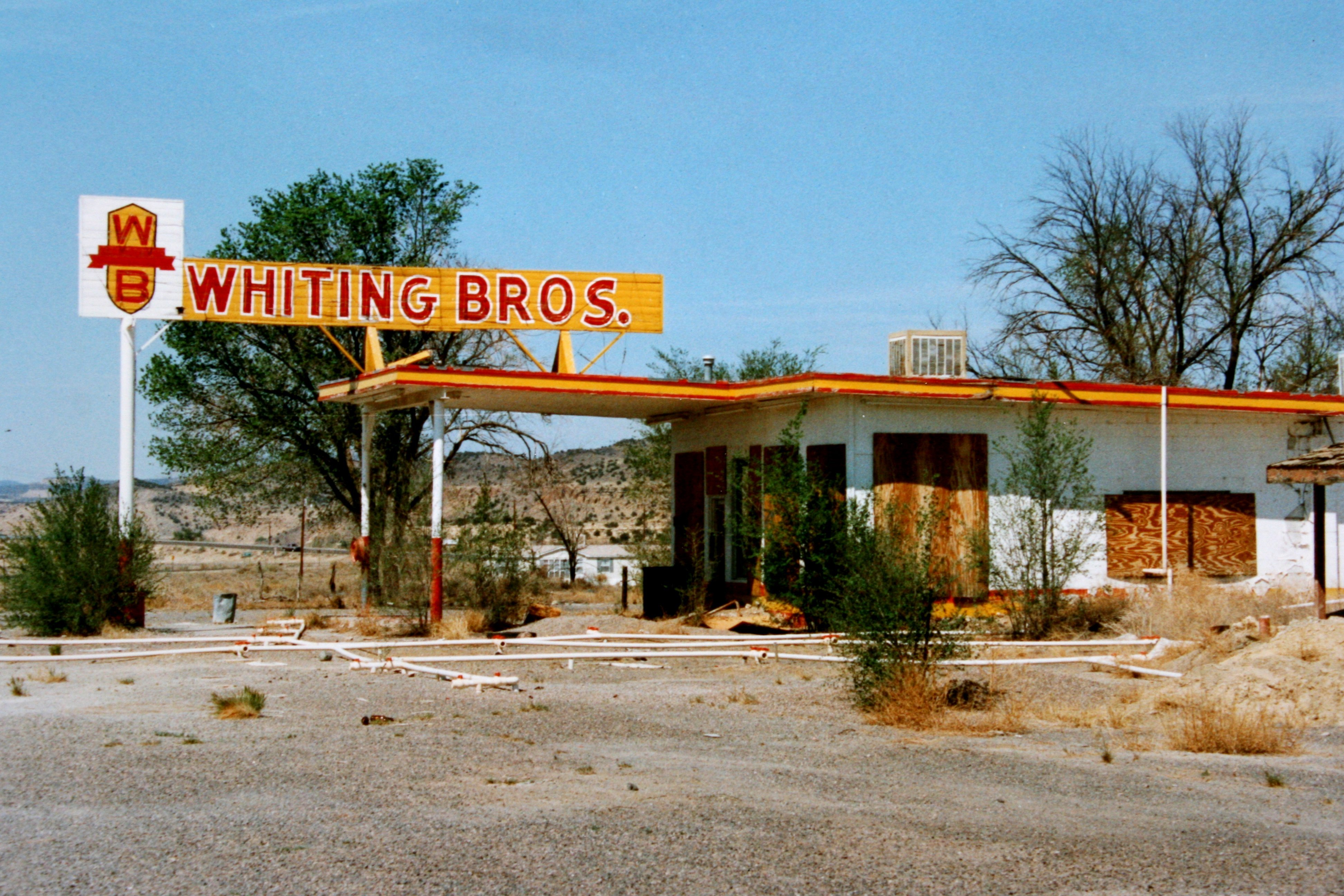
Whiting Brothers, um antigo posto de gasolina, o local foi danificado pelo fogo

Originalmente, os funcionários das auto-estradas planeavam que a última secção dos US 66 fosse contornada pelas interestaduais no Texas, mas como foi o caso em muitos lugares, os processos judiciais atrasaram a construção das novas interestaduais. A US Highway 66 Association tinha-se tornado uma voz para as pessoas que temiam a perda dos seus negócios. Uma vez que os interestaduais só forneciam acesso através de rampas nos interchanges, os viajantes não podiam sair diretamente de uma auto-estrada para uma empresa. No início, foram traçados planos para permitir a colocação de cadeias principalmente nacionais em intermediários interestaduais. Tais ações judiciais impediram efetivamente que isto acontecesse em todas as estradas, excepto nas com portagem. Algumas cidades no Missouri ameaçaram processar o estado se a designação US 66 fosse retirada da estrada, embora os processos judiciais nunca se tivessem materializado. Várias empresas eram bem conhecidas por estarem no US 66, e o medo de perder o número resultou no Estado do Missouri pedir oficialmente a designação "Interstate 66" para o pedaço entre St. Louis e Oklahoma City da rota, mas foi negado. Em 1984, o Arizona também viu o seu troço final de auto-estrada desactivado com a conclusão da I-40 a norte de Williams. Finalmente, com a decertificação da auto-estrada pela Associação Americana de Oficiais de Estradas e Transportes do Estado no ano seguinte, os U.S. 66 oficialmente.

### Depois da desertificação

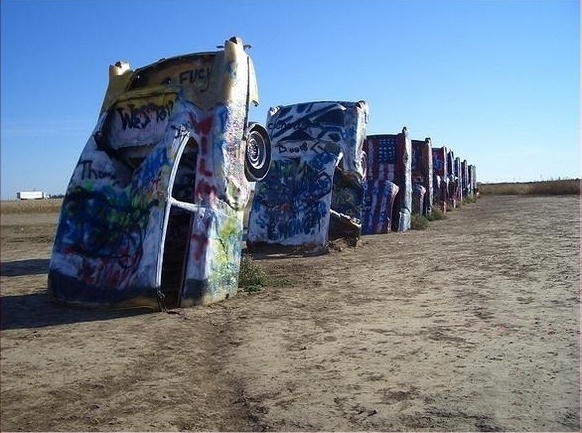
Cadillac Ranch, em Amarillo, no Texas

Quando a auto-estrada foi desativada, partes da estrada foram descartados de várias maneiras. Dentro de muitas cidades, a rota tornou-se um "circuito comercial" para a auto-estrada. Alguns troços transformaram-se em estradas estatais, estradas locais, acessos privados, ou foram completamente abandonados. Embora já não seja possível conduzir os US 66 ininterruptamente desde Chicago até Los Angeles, grande parte da rota original e os alinhamentos alternativos ainda podem ser conduzidos com um planeamento cuidadoso. Alguns troços estão bastante bem preservados, incluindo um entre Springfield e Tulsa. Alguns troços dos U.S. 66 ainda mantêm a sua forma histórica de "auto-estrada de calçada" com 2,7 m de largura, nunca tendo sido reaparecidos para os transformar em auto-estradas de largura total. Estes troços antigos têm uma única via pavimentada, calçadas de betão para marcar o limite da via, e ombros de cascalho para passar.
Alguns estados mantiveram a designação 66 para partes da auto-estrada, embora como estradas estatais. No Missouri, as Rotas 366, 266, e 66 são todos troços originais da auto-estrada. A Estrada Estatal 66 (SH-66) em Oklahoma permanece como a rota alternativa "livre" perto dos seus pontos de viragem. A "Rota Histórica 66" percorre uma distância significativa em e perto de Flagstaff. Mais a oeste, um longo segmento dos US 66 no Arizona corre significativamente a norte da I-40, e grande parte dela é designada como Rota Estatal 66 (SR 66). Esta via vai de Seligman até Kingman, passando por Peach Springs. Uma rua de superfície entre San Bernardino e La Verne (conhecida como Foothill Boulevard), a leste de Los Angeles, mantém o seu número como SR 66. Várias estradas do condado e ruas da cidade em vários locais ao longo da antiga rota também retiveram o número "66".

### Ressurgimento

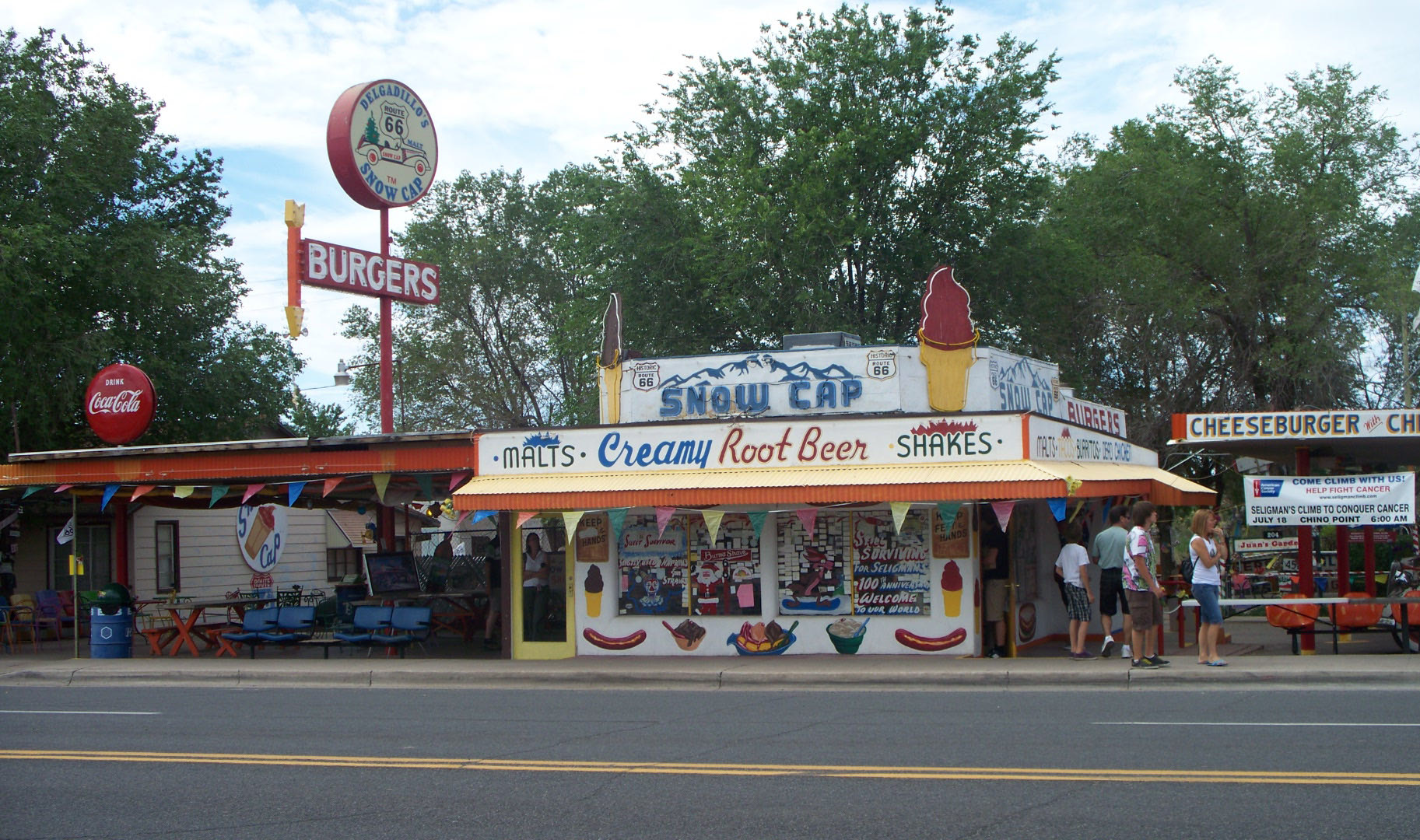
A Delgadillo's Snow Cap Drive-In é um restaurante histórico localizado em Seligman, no Arizona

As primeiras associações da Route 66 foram fundadas no Arizona em 1987 e no Missouri em 1989 (incorporadas em 1990). Outros  estados dos EUA que são interligado pela U.S. Route 66 seguiram-se em breve. Em 1990, o estado do Missouri declarou o US 66 nesse estado como "Rota Histórica do Estado". O primeiro marco da "Rota Histórica 66" no Missouri foi erguido na Kearney Street na Glenstone Avenue em Springfield (agora substituído - o sinal original foi colocado no Parque Estadual da Rota 66 perto de Eureka). Outros marcos históricos agora alinhados - esporadicamente - em toda a extensão de 2.400 mi (3.900 km) de estrada. Em muitas comunidades, grupos locais pintaram ou estamparam o "66" e o escudo ou esboço da Rota dos EUA diretamente na superfície da estrada, juntamente com o nome do estado, o que é comum em áreas onde a sinalização convencional da "Rota Histórica 66" é um alvo de roubo repetido por caçadores de recordações.
Vários troços da própria estrada foram colocados no Registo Nacional de Lugares Históricos. O Arroyo Seco Parkway na área de Los Angeles e os US 66 no Novo México foram transformados em National Scenic Byways. Williams Historic Business District e Rota Urbana 66, Williams foram acrescentados ao Registo Nacional de Lugares Históricos em 1984 e 1989, respectivamente. Em 2005, o estado do Missouri transformou a estrada numa passagem de estado do Illinois para o Kansas. Nas cidades de Rancho Cucamonga, Rialto, e San Bernardino na Califórnia, foram erguidas 66 placas US 66 ao longo da Foothill Boulevard, e também em Huntington Drive, na cidade de Arcadia. Sinais de "Rota Histórica 66" podem ser encontrados ao longo da antiga rota na Colorado Boulevard em Pasadena, San Dimas, La Verne, e ao longo da Foothill Boulevard em Claremont. A cidade de Glendora, passou a chamar-se Alosta Avenue, a sua secção do US 66, chamando-lhe "Rota 66". Flagstaff, renomeou todos os quarteirões da Av. Santa Fe, à excepção de alguns, como "Rota 66". Até 2017, quando foi transferida para o vizinho Millennium Park, o Festival Anual de Chicago blues de Junho realizava-se anualmente no Grant Park e incluía um palco "Route 66 Roadhouse" na Columbus Avenue, a poucos metros a norte da antiga US 66/Jackson Boulevard (ambas fechadas ao trânsito para o festival), e um bloco a oeste do antigo terminal leste da rota nos US 41 Lake Shore Drive. Desde 2001, Springfield, realiza anualmente o seu "Festival Internacional da Estrada Mãe 66" no seu distrito do centro da cidade em torno do Old State Capitol.

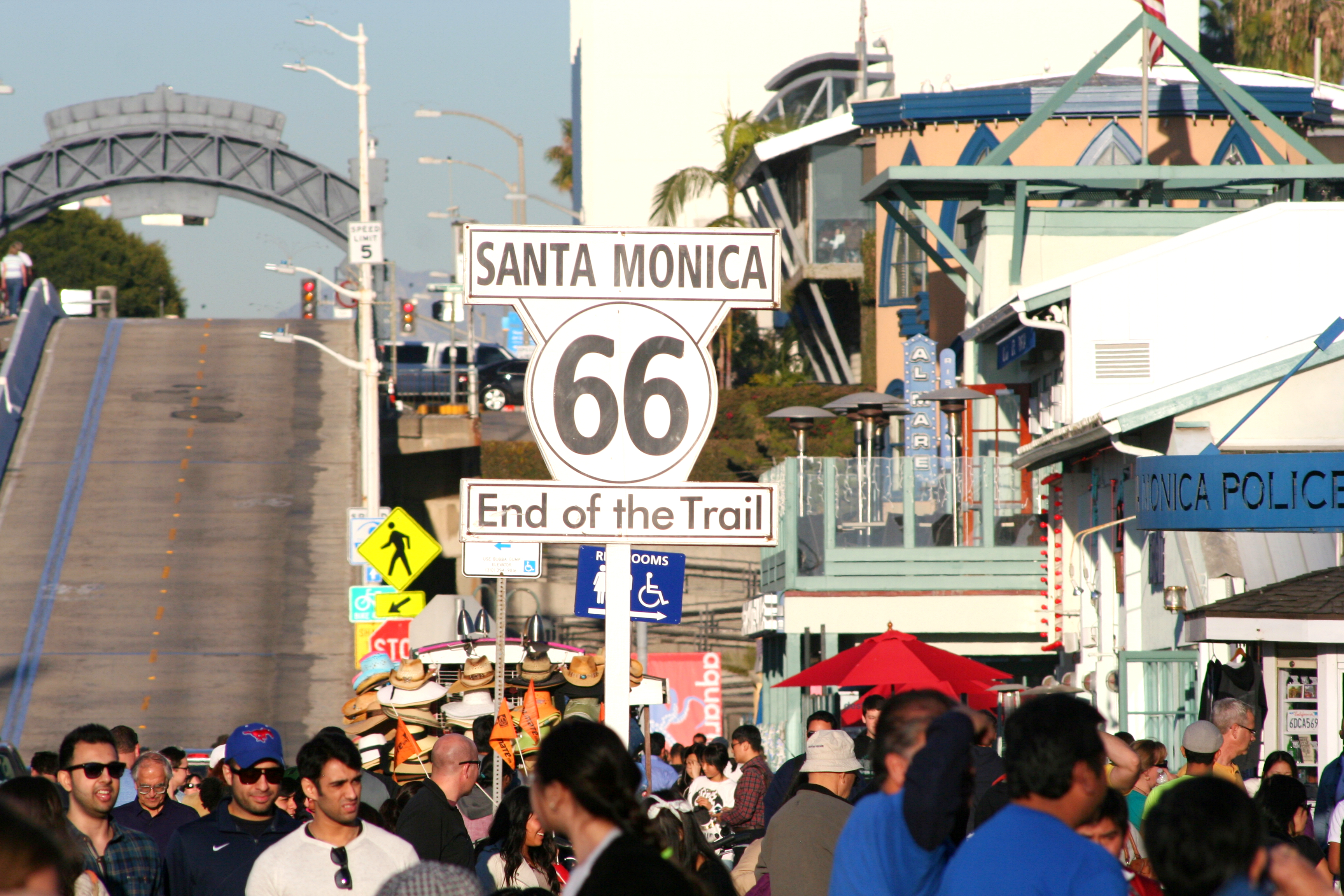
Fim da U.S. Route 66 em Santa Mônica, na Califórnia

Muitos grupos de preservação têm tentado salvar e mesmo marcar os antigos motéis e letreiros de néon ao longo da estrada em alguns estados.
Em 1999, o Presidente Bill Clinton assinou um Projeto de Lei de Preservação da Rota Nacional 66 que previa 10 milhões de dólares em fundos correspondentes para a preservação e restauração das características históricas ao longo da rota.
Em 2008, o World Monuments Fund acrescentou o US 66 ao World Monuments Watch como locais ao longo da rota, tais como estações de serviço, motéis, cafés, postos comerciais e cinemas drive-in, estão ameaçados pelo desenvolvimento nas áreas urbanas e pelo abandono e decadência nas áreas rurais. O Serviço de Parques Nacionais desenvolveu um Itinerário de Descoberta do Nosso Património Partilhado, descrevendo mais de uma centena de sítios históricos individuais. À medida que a popularidade e a estatura mítica dos US 66 continuou a crescer, as exigências começaram a aumentar para melhorar a sinalização, devolver os US 66 a atlas de estradas e reavivar o seu estatuto de rota contínua.
A Iniciativa de Recomissionamento da Rota 66 dos Estados Unidos é um grupo que procura recertificar o US 66 como uma Auto-Estrada dos EUA ao longo de uma combinação de alinhamentos históricos e modernos. A proposta de redesignação do grupo não goza de apoio universal, uma vez que os requisitos de que a rota cumpra as especificações do moderno sistema de Auto-Estradas dos EUA poderiam forçar atualizações que comprometessem a sua integridade histórica ou exigissem que a sinalização US 66 fosse deslocada para auto-estradas interestaduais para algumas partes da rota.
Em 2018, a AASHTO designou os primeiros trechos da US Bicycle Route 66, parte do United States Bicycle Route System, no Kansas e Missouri.

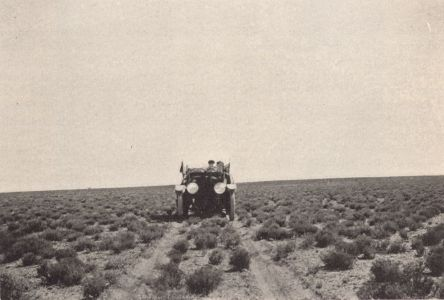
O antigo trilho nacional perto de Holbrook, Arizona

### National Museum of American History
O National Museum of American History em Washington, D.C. tem uma secção sobre a U.S. 66 na sua exposição "America on the Move". Na exposição encontra-se uma parte da calçada do percurso que partiu de Bridgeport e um carro e um caminhão restaurado do tipo que teria sido conduzido na estrada na década de 1930. Também em exposição está um letreiro de néon "Hamons Court" pendurado numa bomba de gasolina e cabines turísticas perto de Hydro, um letreiro de néon "CABINS" que apontava para as cabines turísticas Ring's Rest em Muirkirk, bem como vários cartões postais que um viajante enviou de volta à sua futura esposa enquanto percorria a rota.

### Museus e esculturas em Oklahoma
Elk City, em Oklahoma, tem a Rota Nacional 66 & Museu dos Transportes, que engloba os oito estados pelos quais passou a Estrada Mãe. Bill Clinton tem o Museu da Rota 66 de Oklahoma, concebido para exibir as ideias icônicas, imagens, e mitos da Estrada Mãe. Um museu memorial ao homonimo da Rota, Will Rogers, está localizado em Claremore, enquanto o seu rancho de nascimento é mantido em Oologah. Em Sapulpa, o Museu Automóvel do Coração da Rota 66 apresenta uma réplica da bomba de gás de 20 metros de altura, a mais alta do mundo.
Tulsa tem múltiplos locais, começando com a Praça Cyrus Avery Centennial, localizada no extremo leste da histórica 11th Street Bridge sobre a qual o percurso passou, e que inclui uma escultura gigante de 9.100 kg, chamada "East Meets West". A escultura retrata a família Avery a cavalgar para oeste, num Modelo T Ford que se encontra com uma carruagem puxada a cavalo que vai para leste. Em 2020, a Avery Plaza Southwest abriu, na extremidade oeste da ponte, que apresenta um "parque de néon" com réplicas dos letreiros de néon da Rota 66 da área de Tulsa da época, incluindo o Tribunal Automóvel de Tulsa, o Motel Oil Capital, e o famoso letreiro de bucking-bronco do Tribunal Automóvel Will Rogers. Os planos futuros para esse local incluem também um Centro Interpretativo da Rota 66. Além disso, Tulsa instalou a "Rota 66 em Ascensão", uma escultura de 70 por 30 pés (21,3 por 9,1 m) na antiga aproximação oriental da estrada à cidade em East Admiral Place e Mingo Road.
No Southwest Boulevard de Tulsa, entre as ruas W. 23 e W. 24 há um marcador de granito dedicado à Estrada 66 como a Auto-Estrada Will Rogers que apresenta uma imagem do homônimo Will Rogers juntamente com informações sobre a rota de Michael Wallis, autor da Estrada 66: A Estrada Mãe; e, no Howard Park logo a seguir à Rua W. 25, três pilares de calcário de Indiana são dedicados à Rota 66 através de Tulsa, com a Rota 66:
1. Dedicada aos Transportes, a Rota 66;
2. Dedicada à Indústria de Tulsa e Patrimônio Nativo americano, e a Rota 66;
3. Dedicada à arquitetura Art déco e Cultura americana.

Na 3770 Southwest Blvd. encontra-se a Aldeia Histórica da Rota 66, que inclui um centro de informação turística modelado após uma estação de serviço dos anos 1920-1930, e outros artefatos apropriados ao período, tais como a locomotiva a vapor Frisco 4500 com vagões de comboio. Noutro lugar, Tulsa construiu vinte e nove marcos históricos espalhados ao longo da rota das 26 milhas da auto-estrada através de Tulsa, contendo histórias orientadas para o turismo, fotografias históricas, e um mapa mostrando a localização de locais históricos e os outros marcos. Os marcos encontram-se na sua maioria ao longo do alinhamento pós-1932 da auto-estrada pela Rua 11, com alguns ao longo do caminho de 1926 pela Admiral Place.

### Atualmente

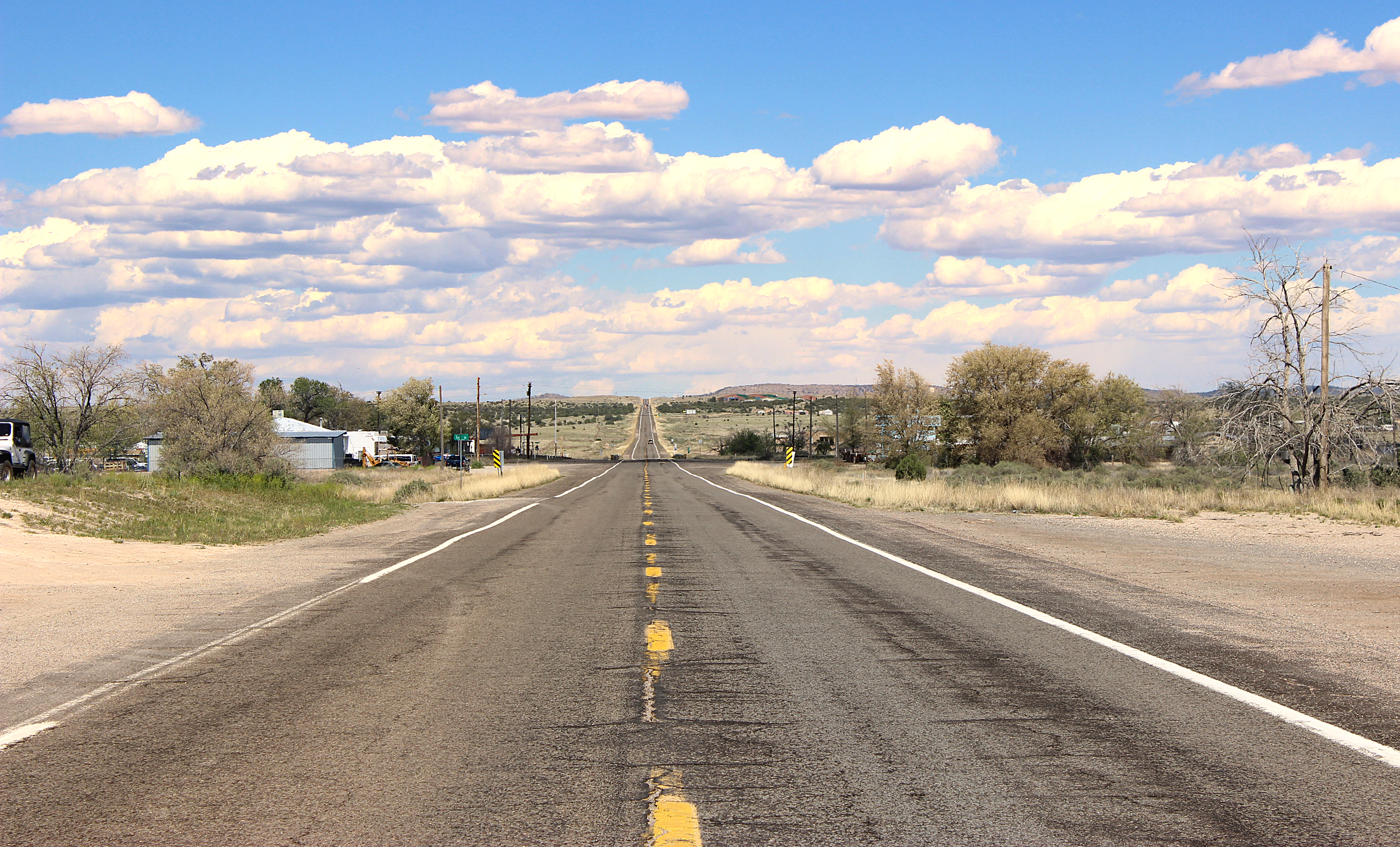
O trecho entre as cidades arizonenses de Kingman e Seligman é o mais conservado da estrada atualmente

Hoje, não é mais possível dirigir toda a extensão da Rota 66 como era originalmente, mas mais de 80% da estrada ainda existe ou foi reconstruída. Algumas das seções originais estão bem preservadas, enquanto outras estão menos. Em alguns estados, a estrada ainda tem o número 66, mas agora como uma rodovia estadual, incluindo um trecho na Califórnia. Em 1990, várias associações da Rota 66 foram formadas no Arizona e no Missouri e, posteriormente, associações em outros estados foram criadas. Em 1990, o estado do Missouri declarou a Rota 66 como "Rota Histórica Estadual" e partes da estrada no Arizona, Novo México e Illinois foram declaradas como "National Scenic Byway - Historic Route 66", e novas placas foram erguidas ao longo desses trechos da estrada. O trecho entre Kingman e Seligman, no Arizona, é considerado o que menos sofreu alterações na estrada.

## Descrição da estrada

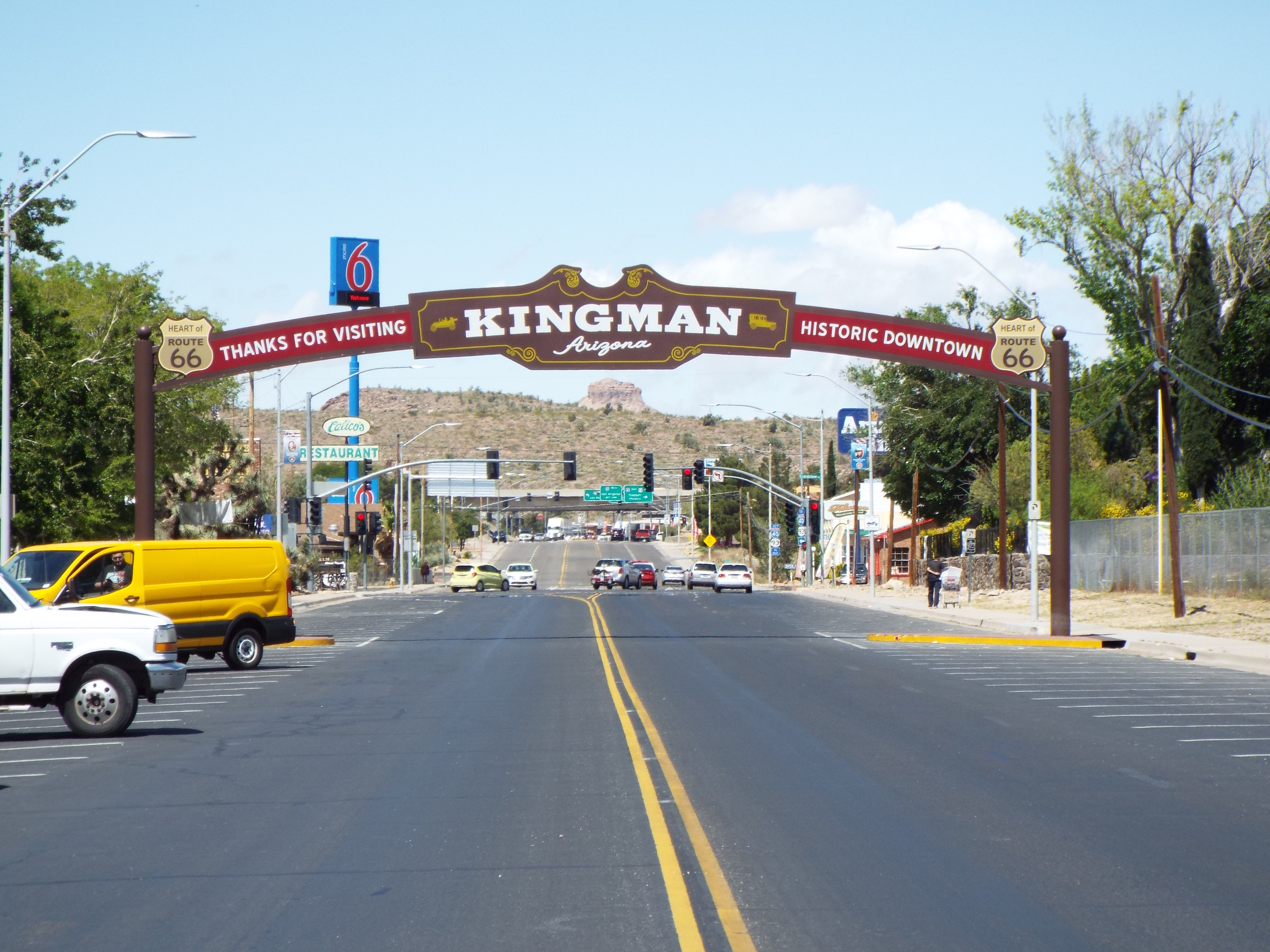
Cidades como Kingman, Arizona, promovem as suas ligações com a Route U.S. 66

Ao longo dos anos, os US 66 receberam numerosos apelidos. Logo após a encomenda do US 66, ficou conhecido como "A Grande Via Diagonal" porque o trecho da cidade de Chicago-Oklahoma corria de nordeste para sudoeste. Mais tarde, o US 66 foi anunciado pela Associação da Auto-Estrada 66 dos EUA como "A Rua Principal da América". O título também tinha sido reivindicado por apoiantes dos US 40, mas o grupo US 66 foi mais bem sucedido. No romance de John Steinbeck, na novela, The Grapes of Wrath, a auto-estrada é chamada "The Mother Road", o seu título prevalecente hoje. Por último, US 66 foi oficiosamente chamada "The Will Rogers Highway" pela Associação Americana da Auto-Estrada 66 em 1952, embora uma placa ao longo da estrada com esse nome tenha aparecido no filme de John Ford, The Grapes of Wrath, que foi lançado em 1940, doze anos antes de a associação ter dado esse nome à estrada. Uma placa dedicando a auto-estrada a Will Rogers ainda se encontra em Santa Mônica. Existem mais placas como esta; uma pode ser encontrada em Galena, Kansas. Estava originalmente localizada na linha do estado de Kansas-Missouri, mas mudou-se para o Howard Litch Memorial Park em 2001.

### Califórnia

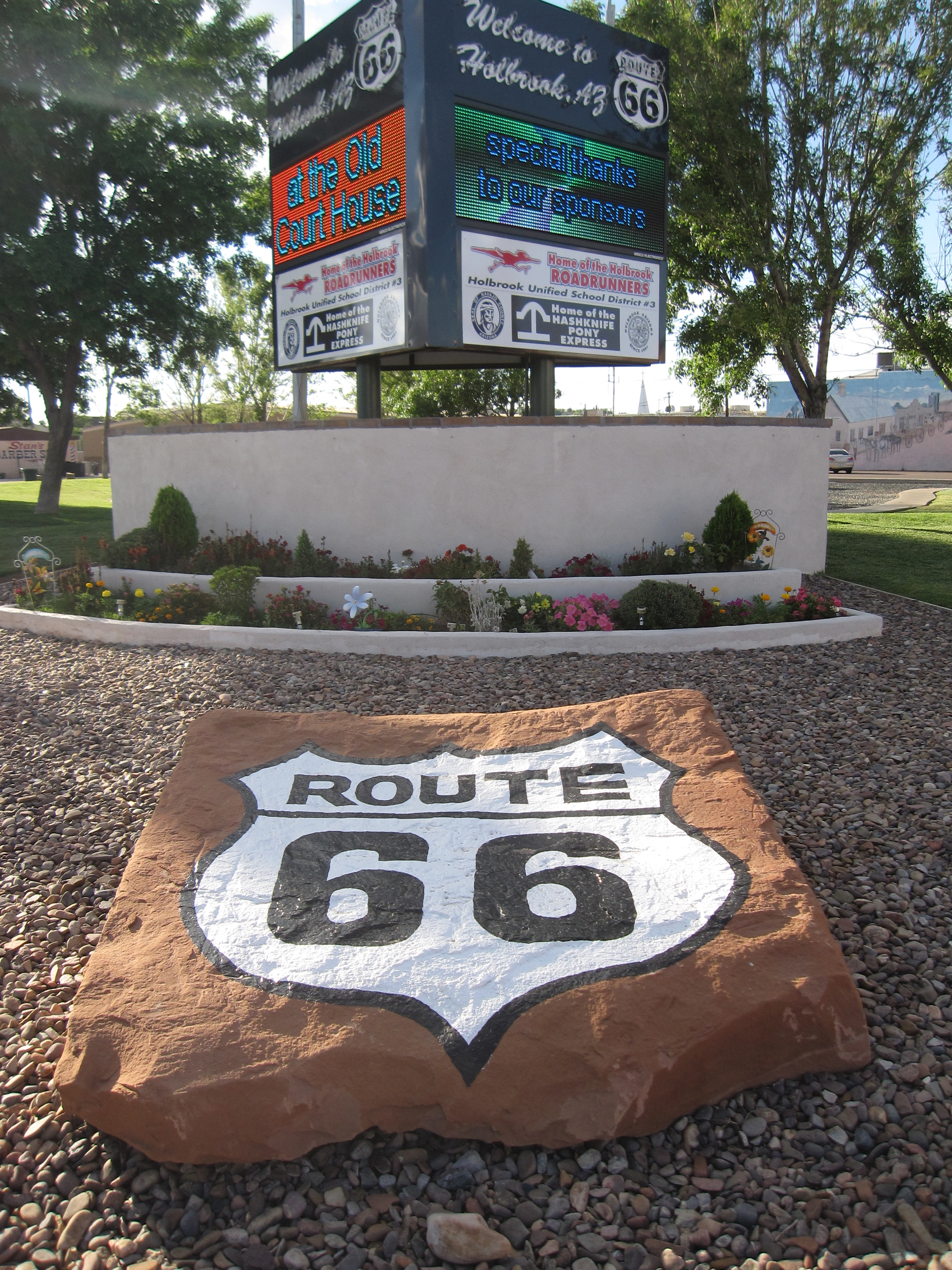
Uma sinalização da U.S. 66 na esquina da Navajo Boulevard e Hopi Drive em Holbrook, Arizona

US 66 tinha o seu terminal ocidental na Califórnia, e cobria 315 milhas (507 km) no estado. O terminal estava localizado na Pacific Coast Highway, na altura US 101. Alternado e agora SR 1, em Santa Mônica. A auto-estrada passava por grandes cidades como Santa Monica, Los Angeles e San Bernardino. San Bernardino contém também um dos dois motéis Wigwam Motels sobreviventes ao longo dos EUA 66. A auto-estrada tinha grandes cruzamentos com os US 101 em Hollywood, I-5 em Los Angeles, I-15, e I-40 em Barstow, e US 95 em Needles. Corria também em simultâneo com a I-40 no extremo muito oriental da Califórnia.

### Arizona
No Arizona, a auto-estrada cobria originalmente 401 milhas (645 km) no estado. Ao longo de grande parte do caminho, os EUA 66 paralelos à I-40. Entrou pelo desfiladeiro de Topock Gorge, passando por Oatman ao longo do caminho para Kingman. Entre Kingman e Seligman, a rota ainda está assinada como SR 66. Notavelmente, apenas entre Seligman e Flagstaff, Williams foi o último ponto do US 66 a ser contornado por uma Interestadual. A rota também passou pela comunidade outrora incorporada de Winona. Holbrook contém um dos dois motéis Wigwam Motels sobreviventes na rota.

### Novo México

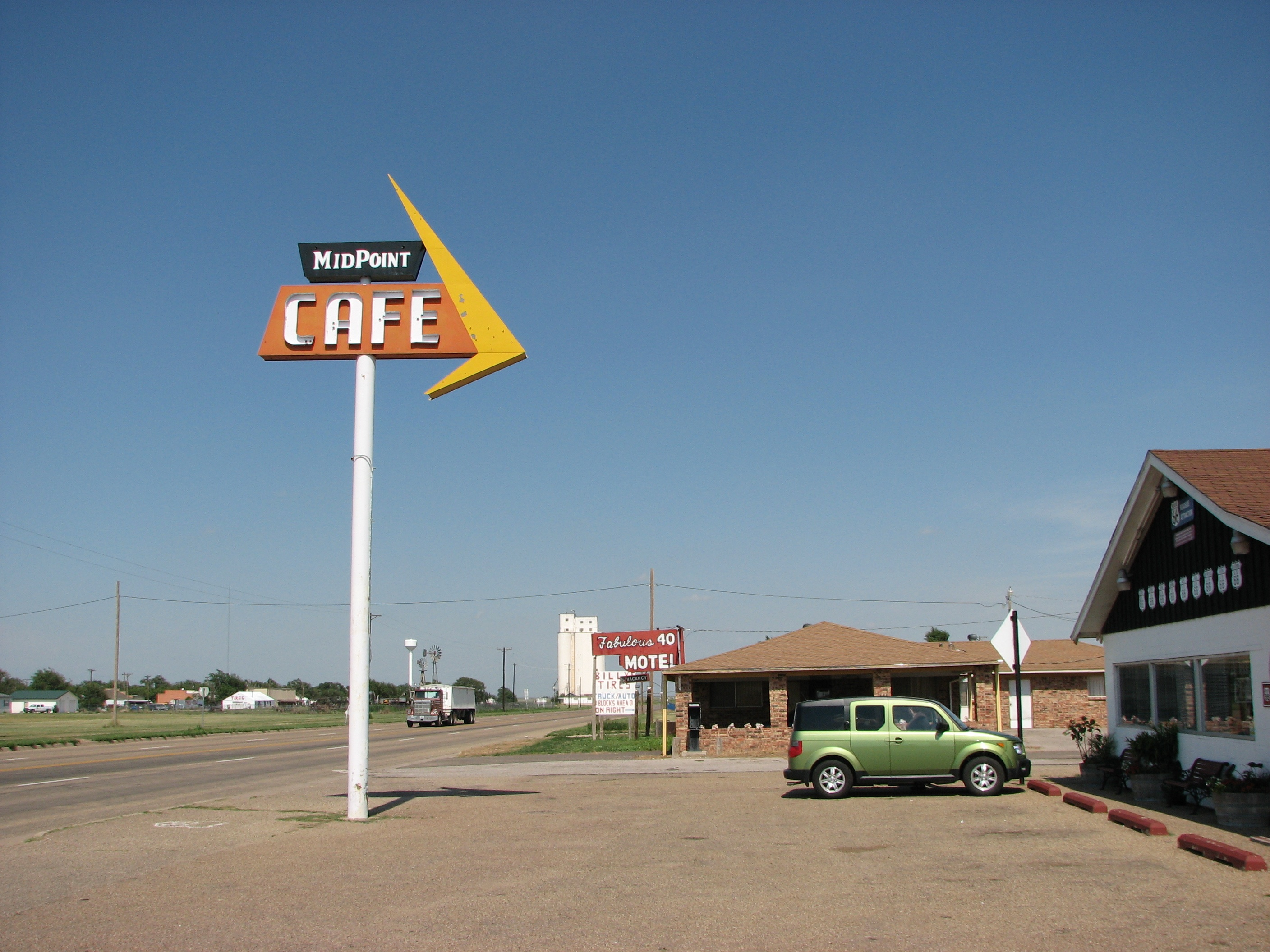
A cafeteria Midpoint Café que está localizado nas margens da U.S. Route 66, em Adrian, Texas

US 66 cobriram 380 milhas (610 km) no estado e passaram por muitas reservas indígenas na metade ocidental do Novo México. A leste dessas reservas, a auto-estrada passou por Albuquerque, Santa Fé, e Las Vegas. Tal como no Arizona, no Novo México, E.U.A. 66 paralelo à I-40.

### Texas
US 66 cobria 178 milhas (286 km) no Panhandle do Texas, viajando numa linha este-oeste entre Glenrio (cidade localizada no Novo México e no Texas) e Texola. Adrian, no Panhandle ocidental, era notável como o ponto médio da rota. A leste dali, a auto-estrada passou por Amarillo (famoso pelo Cadillac Ranch), Conway, Groom, e Shamrock.

### Oklahoma e Kansas
A auto-estrada cobria 376 milhas (605 km) em Oklahoma. Hoje, é marcada pela I-40 a oeste da Oklahoma City, e SH-66 a leste de Oklahoma. Depois de entrar em Texola, o US 66 passou por Sayre, Elk City e Clinton antes de entrar em Oklahoma City. Para além de Oklahoma City, a auto-estrada passou por Edmond a caminho de Tulsa. Passando por lá, os US 66 passaram pelo nordeste de Oklahoma antes de entrarem no Kansas, onde percorreram apenas 21,2 km (13,2 milhas). Apenas três cidades estão localizadas na rota do Kansas: Galena, Riverton e Baxter Springs.

### Missouri
US 66 cobriam 292 milhas (470 km) no Missouri. Ao entra de Galena, a auto-estrada passou por Joplin. A partir daí, passou por Cartago, Springfield, onde fica Red's Giant Hamburg, o primeiro drive-thru do mundo, Waynesville, Devils Elbow, Lebanon e Rolla antes de passar por St. Louis.

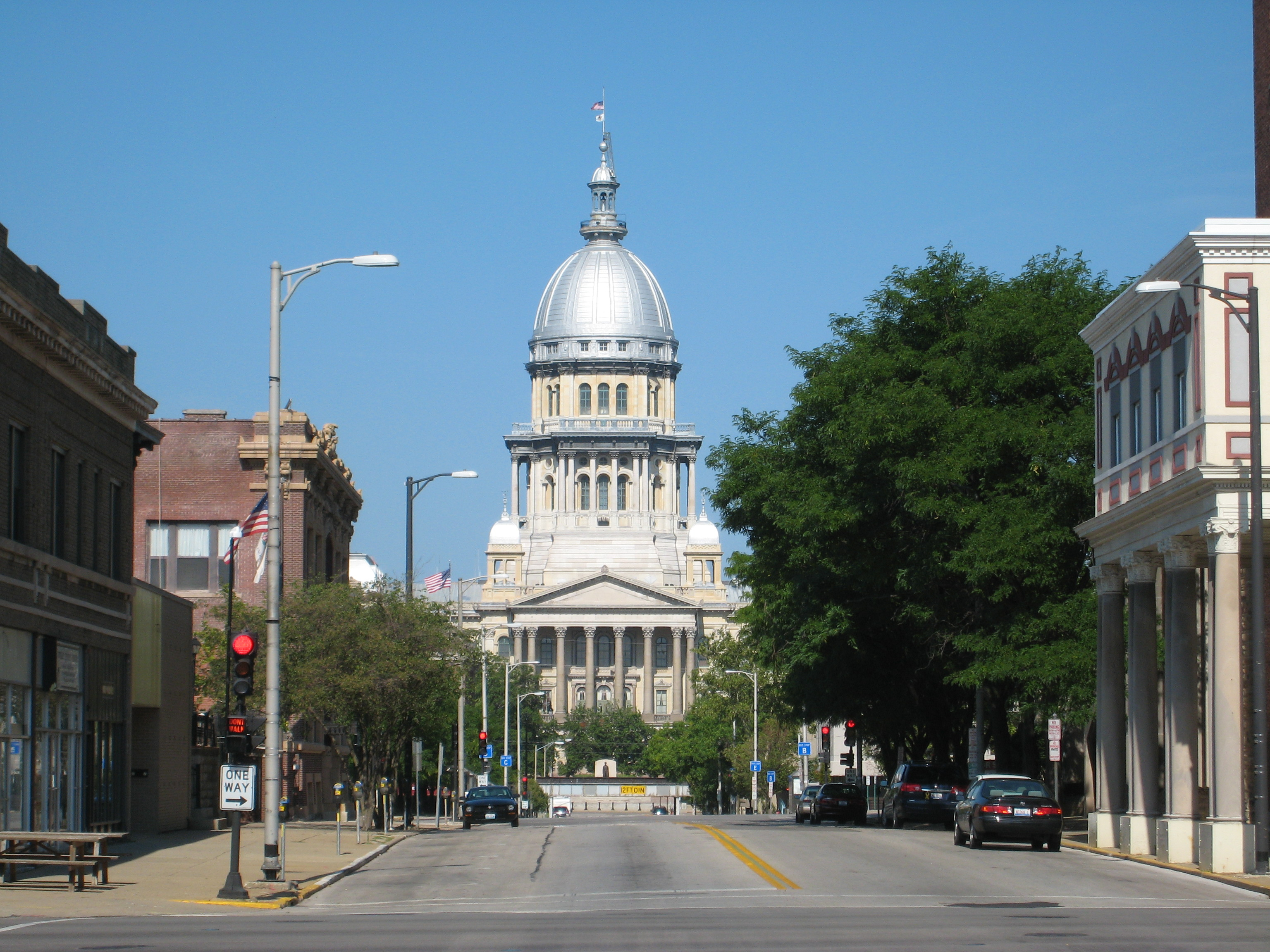
O capitólio do estado do Illinois está localizado na U.S. Route 66 e Springfield

### Illinois
US 66 cobriu 301 milhas (484 km) em Illinois. Entrou no Illinois em East St. Louis depois de atravessar o Rio Mississippi. Perto dali, passou por Cahokia Mounds, um Patrimônio Mundial da UNESCO. A auto-estrada passou então por Hamel, Springfield, passando pelo Capitólio Estadual de Illinois, Normal, Bloomington, Pontiac, e Gardner. Depois de passar pelos subúrbios, o U.S. 66 entrou na própria Chicago, onde terminou em Lake Shore Drive.

## Apelidos
Ao longo dos anos, a U.S. Route 66 recebeu vários apelidos:
- The Great Diagonal Way (A Grande Via Diagonal) - Logo após a desativação da Rota 66, ela recebeu esse apelido porque uma grande seção da estrada (entre Chicago e Oklahoma City) corria na diagonal, ao contrário de outras rodovias.
- The Main Street of America (A Principal Estrada da América) - Nome promovido pela U.S. Highway 66 Association para essa estrada. O título também foi reivindicado pelos defensores da U.S. Route 40, mas o grupo da Rota 66 foi mais bem-sucedido.
- The Mother Road (A Estrada Mãe) - Nome dado por John Steinbeck em seu livro The Grapes of Wrath (As Vinhas da Ira), o título ainda é aplicado a essa rota.
- The Will Rogers Highway (A Rodovia de Will Rogers) - Nomeada "oficialmente" pela U.S. Highway 66 Association em 1952. Uma placa dedicando a rodovia ao comediante Will Rogers está localizada na extremidade oeste da Rota 66 em Santa Mônica, Califórnia. Havia mais placas como essa; uma pode ser encontrada em Galena, Kansas. Ficava originalmente na divisa dos estados de Kansas e Missouri, mas foi transferida para o Howard Litch Memorial Park em 2001.

## Na cultura popular
- O romance The Grapes of Wrath, que foi escrito pelo autor californiano John Steinbeck e que foi publicado em 1939 e a sua versão em longa-metragem mostram a família Joad, cujos membros foram expulsos da sua pequena quinta em Oklahoma e viajam para a Califórnia na U.S. 66 por causa do Dust Bowl. Neles são descritos muitos problemas, mostrando, inclusive o preconceito e a pobreza, como eles viajaram para uma vida melhor no futuro. É dedicado um capítulo do livro à descrição da passagem para o oeste, com a concentração em Oklahoma City e a continuação ao longo da Rota 66 em diante. Ele se referiu à Rota 66 como "Mother Road", um apelido que a estrada ainda mantém. O livro ganhou um Prêmio Pulitzer e tornou a estrada ainda mais famosa.[57]

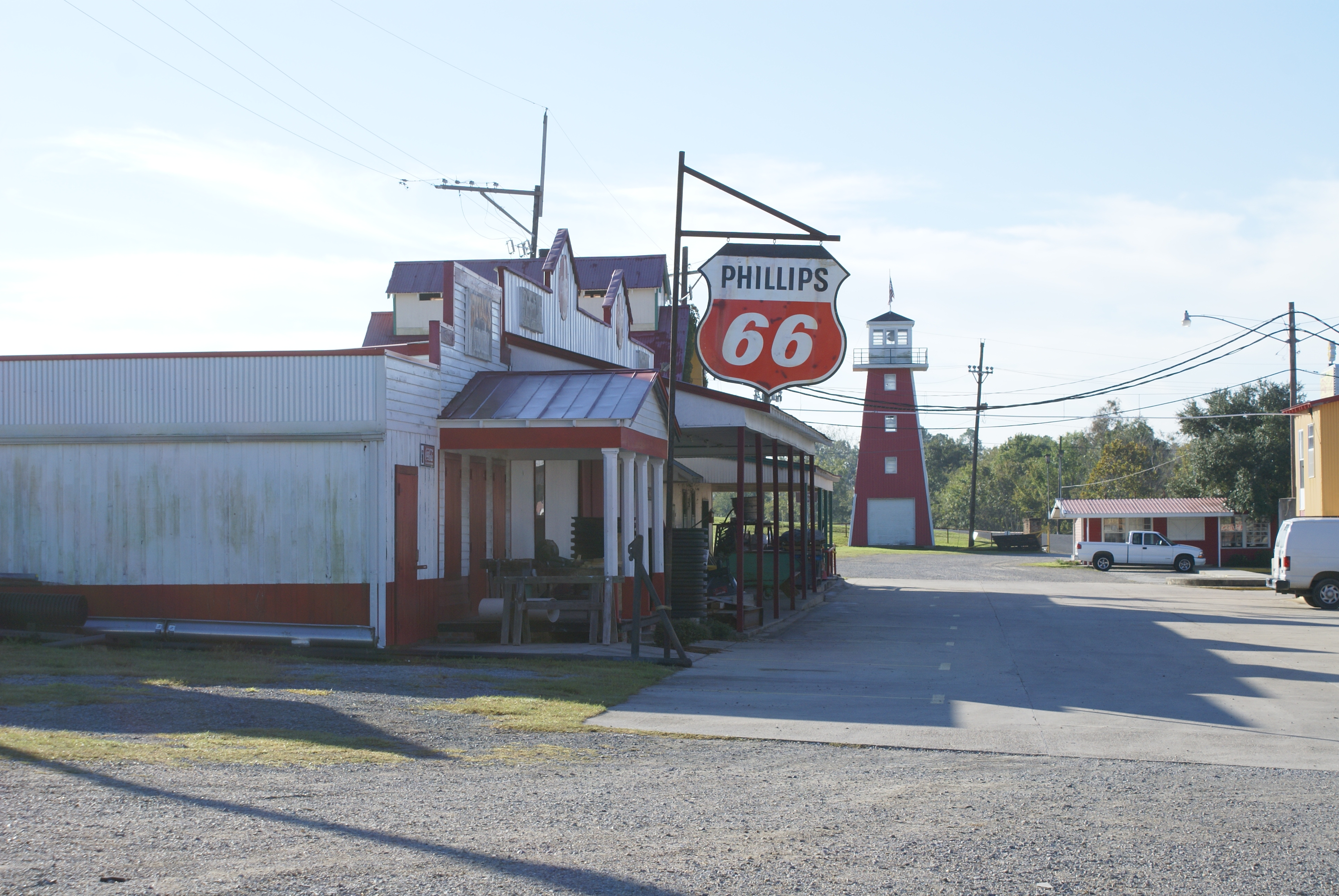
Uma placa relacionada a marca Phillips 66

- O filme de animação de 2006 da Disney, Carros tinha o título de trabalho Route 66, e descreveu o declínio da ficção Radiator Springs, quase uma cidade fantasma uma vez que a sua estrada mãe, US 66, foi contornada pela Interstate 40.[58]
- O capitão da equipa inglesa de críquete Joe Root usa o número 66, um jogo de palavras da famosa estrada.[59]
- A Rota 66 deu seu nome a uma empresa e também foi imortalizada na literatura, na música pop e na televisão. No entanto, várias empresas estão associadas à Rota 66 porque estão próximas ou nela, e a marca de combustível Phillips 66, na verdade, tem parte de seu nome diretamente da estrada.
- Como a estrada que atravessa Oklahoma era relativamente plana e reta, dois engenheiros químicos decidiram testar uma nova gasolina em uma empresa petrolífera de Tulsa no final da década de 1920. O carro da empresa que eles dirigiam funcionou excepcionalmente bem com a nova mistura, o que levou o engenheiro no banco do passageiro a exclamar que o carro estava funcionando "como se tivesse sessenta anos". Seu passageiro, assustado com os pombos característicos que dominam a área, olhou para o velocímetro e disse que eles estavam a mais de 66 milhas por hora (106 km/h). A combinação do número da estrada com a velocidade do veículo deu origem ao nome gasolina Phillips 66, uma mistura que ainda é comercializada.
- Em 1946, o pianista e compositor de jazz Bobby Troup escreveu sua música mais conhecida, "(Get Your Kicks On) Route 66", depois de passar por ela a caminho da Califórnia. Ele a apresentou a Nat King Cole, que a transformou em um dos maiores sucessos de sua carreira. O título foi sugerido pela primeira esposa de Bobby Troup, Cynthia, que o acompanhou na viagem.

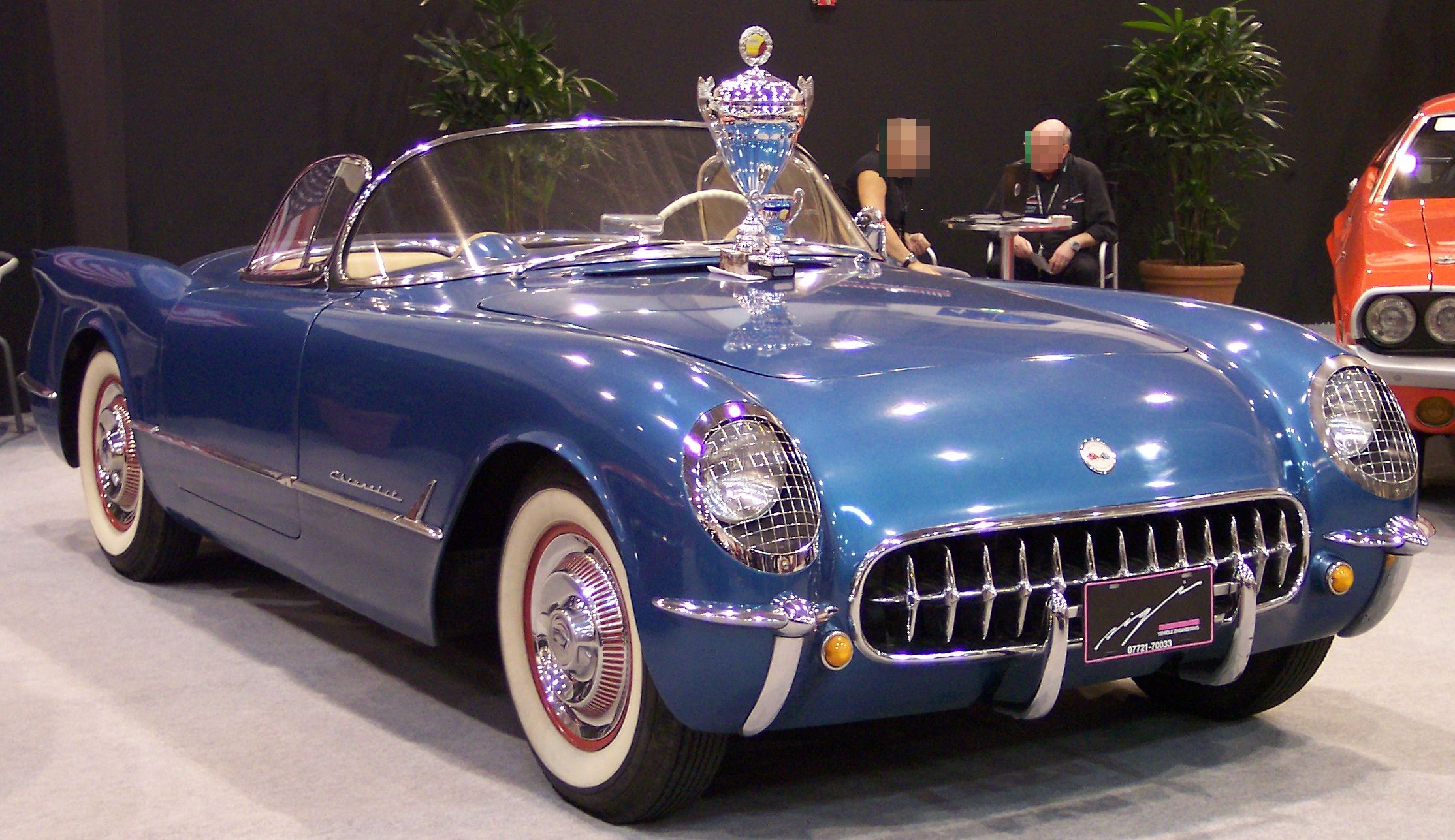
O Corvette versão de 1953 é o modelo de carro mais relacionado com a estrada devido à série Route 66

- O Corvette versão de 1953 é o modelo de carro mais relacionado com a estrada devido à série Route 66A Route 66 também deu nome a uma popular série de televisão, Route 66, que foi ao ar de 1960 a 1964 na CBS. A série foi estrelada por Martin Milner e George Maharis como Tod e Buz, dois jovens em um Corvette em busca de aventura pelas estradas dos Estados Unidos. Mais tarde, Maharis foi substituído por Glenn Corbett, que interpretou um veterano do Vietnã chamado Linc. É interessante notar que grande parte da série foi filmada em locações, e as filmagens na Rota 66 eram raras. Desde então, o Corvette se tornou o carro mais identificado com a Rota 66. A música-tema da série de televisão, há muito tempo um elemento básico dos comerciais do Corvette da General Motors, foi escrita e executada por Nelson Riddle e sua banda.[60][61]
- Em 1987, o filme Bagdad Café foi lançado na cidade fantasma da Rota 66, Newberry Springs. Indicado ao Oscar de melhor canção original, o filme retrata a vida nas pequenas cidades ao longo da rodovia após sua desativação.[62]
- Outro produto famoso da GM tem uma forte conexão com a Rota 66: o Cadillac Ranch, localizado perto de Amarillo, Texas, mostra uma fileira de dez Cadillacs clássicos em ângulo, com as extremidades dianteiras enterradas no chão.
- Um time de basquete da NBA G League, o Tulsa 66ers (atualmente Oklahoma City Blue), recebeu o nome da estrada. Ela também deu nome a um time de beisebol da Liga menor, o Inland Empire 66ers.
- Em "Graham Canyon", um dos primeiros episódios da série de desenhos animados Rugrats, a família Pickles faz uma viagem pela Rota 66.
- A música country Is Anybody Going To San Antone (gravada por Doug Sampson e Charley Pride, entre outros) inclui o verso: "Here I am walking up Sixty-Six/Wishing she hadn't done me that way".
- Em 2013, foi publicado Polvo, um livro de fotografias e textos de Dominique Leyva e Carlos Castán Andolz, respectivamente.8
- Um mapa localizado na Rota 66 está disponível no jogo de videogame Overwatch com o nome análogo.
- A Route 66 aparece no videogame de ação Grand Theft Auto V (chamada 'Route 68').
- A empresa Imperial Tobacco International Limited, uma das principais empresas de tabaco do mundo, comercializava uma marca de cigarros chamada Route 66.
- No filme da Disney, Pateta: O Filme, o Pateta e seu filho Max saem de férias usando a Highway 66.
- Atualmente, a linha de jeans da K-mart leva o nome da antiga rodovia Route 66.
- Em 30 de abril de 2022, no 96º aniversário da designação numérica da rota, a Route 66 foi homenageada com um vídeo Google Doodle.[63]

## Cidades atravessadas pela U.S. Route 66

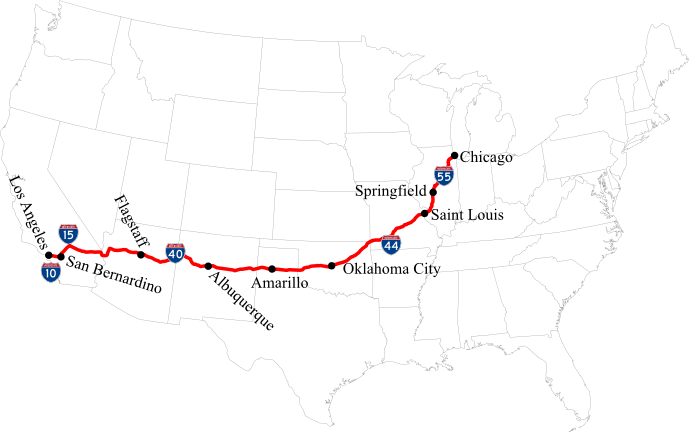
Principais cidades atravessadas pela Route 66.

### Illinois
- Chicago
- Joliet (Rialto Square Theater, Joliet Correctional Center)[64]
- Wilmington (Launching Pad Drive-In[65])
- Gardner (Historic Street car)
- Dwight (Station-service Texaco d'Ambler[66])
- Odell (Sinclair Station)
- Pontiac (Route 66 Hall of Fame Museum)
- Normal
- Bloomington
- Funks Grove
- McLean (Dixie Truckers Home[67])
- Atlanta (Bunyan Statue)
- Lincoln
- Williamsville (Dream Car Museum[68])
- Springfield (Túmulo de Abraham Lincoln)
- Litchfield (Ariston Cafe)
- Mount Olive (Soulsby Shell Station)

Placa da Route 66 no Missouri

- Staunton (Henry's Rabbit Ranch)
- Hamel
- Mitchell (Chain of Rocks Bridge[69])
- East St. Louis (Illinois)

### Missouri
- Saint-Louis
- Eureka
- Villa Ridge (Old Diamond's Restaurant)
- Maramec Caverns
- Cuba[70] (Wagon Wheel Motel)
- Maramec
- Devil's Elbow[71]
- Lebanon (Munger-Moss Motel[72])
- Springfield
- Carthage
- Webb City
- Joplin

### Kansas

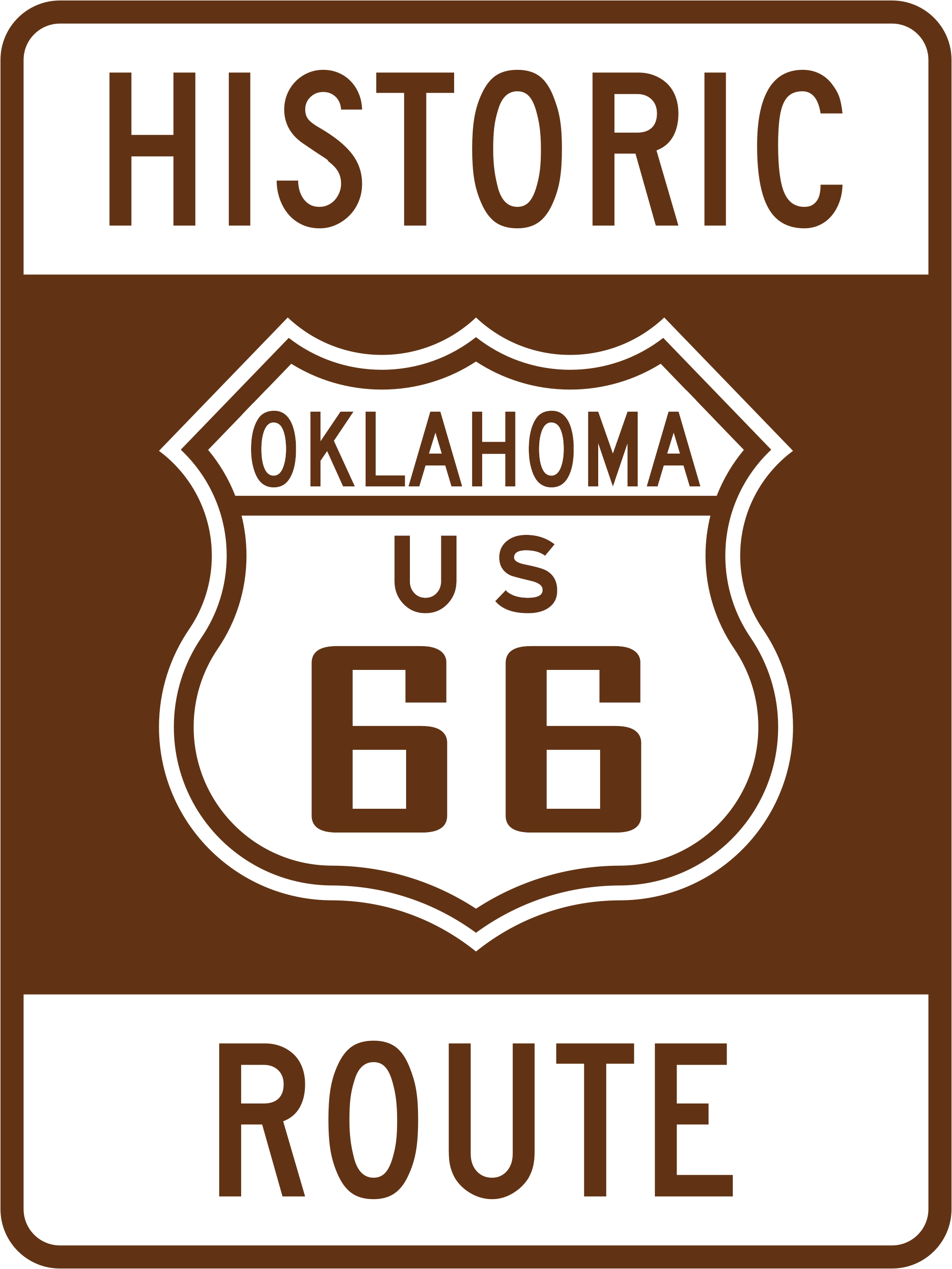
Placa histórica da Route 66 em Oklahoma

- Galena[73]
- Riverton
- Baxter Springs

### Oklahoma
- Commerce
- Miami (Coleman Theater[74])
- Vinita
- Foyil (Andy Payne Memorial, Totem Pole Park)
- Claremore
- Catoosa (Baleia azul de Catoosa)[75]
- Tulsa
- Sapulpa
- Stroud
- Chandler
- Arcadia (Round Barn[76])
- Oklahoma City (Memorial)
- Yukon (silos)
- El Reno
- Calumet
- Geary
- Weatherford
- Hydro[77] (Lucille's)
- Clinton (Route 66 Museum)
- Foss
- Canute
- Elk City (National Route 66 Museum)
- Sayre (Courthouse)
- Hext
- Erick (Sandhills Curio Shop, Roger Miller Museum)

Placa da Route 66 no Texas

- Texola (Water Hole #2)

### Texas
- Shamrock (U-Drop Inn[78])
- Lela (cidade fantasma)
- McLean (Phillips 66 Station, Devil's Rope Museum)
- Groom (Britten USA Water Tower)
- Conway (Bug Ranch)
- Amarillo[79] (Cadillac Ranch, Big Texan Steak Ranch)
- Vega (Dot's Mini-Museum, Vega Motel)
- Adrian (com o Midpoint Cafe, situado a meio caminho entre Chicago e Santa Mônica)
- Glenrio (Little Juarez Cafe, First/Last Motel em Texas)

Placa da Route 66 no Novo México

### Novo México
- Tucumcari[80] (Blue Swallow Motel, monumento da Route 66)
- Santa Rosa (Route 66 Auto Museum[81])
- Santa Fé[82] (apenas na rota de 1926 a 1937)
- Tijeras Canyon[83]
- Clines Corner
- Moriarty (Longhorn Ranch)
- Albuquerque (Kimo Theater, Route 66 Diner, El Vado Motel)

Rota 66 no Arizona

- Paraje
- Budville
- Cubero
- San Fidel (Cafe)
- McCarthy's (Whiting Brothers)
- Grants (Uranium Cafe)
- Thoreau
- Divisória Continental
- Gallup (El Rancho Hotel[84])

### Arizona
- Lupton
- Chambers
- Deserto Pintado[85] / Parque Nacional da Floresta Petrificada[86] (parque nacional)
- Holbrook
- Joseph City
- Jackrabbit (Here It Is Trading Post)
- Winslow (Standin' on the Corner)
- Meteor City[87] (Cratera do Meteoro[88])
- Two Guns (cidade fantasma)
- Twin Arrows (cidade fantasma)
- Winona
- Flagstaff[89]
- Bellemont
- Parks
- Williams (Grand Canyon Railway)
- Ash Fork
- Seligman[90] (Angel Delgadillo's Barber Shop, Delgadillo's Snow Cap Drive-In)

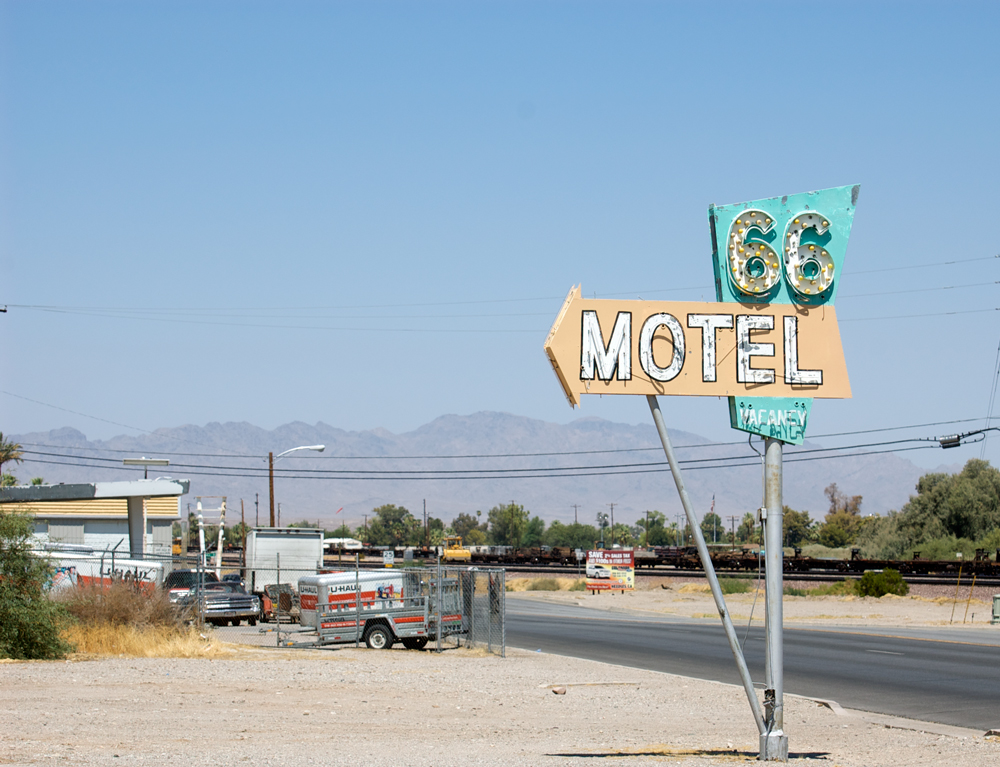
Um motel em Needles, no Deserto de Mojave

- Nelson (Grand Canyon Caverns)
- Peach Springs
- Truxton
- Valentine
- Hackberry[91] (General Store)
- Antares (Rancheros Tiki Headicus)
- Kingman
- Cool Springs
- Oatman[92]
- Topock

### Califórnia
- Needles (Estação El Garces)
- Homer
- Goffs
- Fenner
- Essex
- Danby
- Cadiz
- Amboy (Roy's Motel Cafe[93])
- Bagdad
- Pier de Santa Mônica no fim da U.S. Route 66Siberia
- Ludlow (Cafe)
- Newberry Springs (Bagdad Cafe[94])
- Barstow

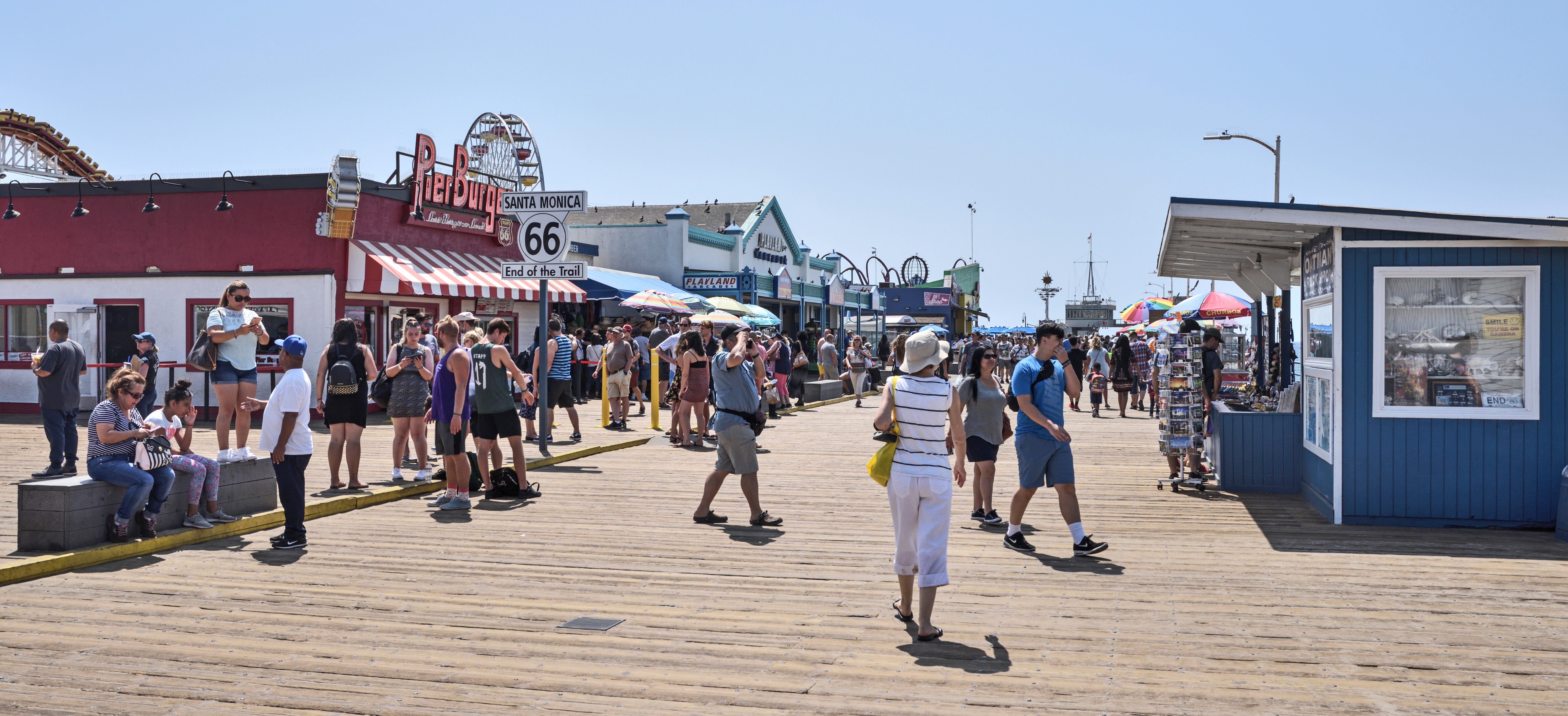
Pier de Santa Mônica no fim da U.S. Route 66

- Victorville (California Route 66 Museum[95])
- San Bernardino (Primeira unidade do McDonald's)
- Rialto (Wigwam Motel)
- Pasadena (Rose Bowl)
- Los Angeles (Hollywood, Calçada da fama)
- Santa Monica[96] (Pier)

## Rotas especiais
Vários alinhamentos alternativos da US 66 ocorreram devido a problemas de tráfego. Surgiram rotas comerciais (BUS), rotas de desvio (BYP), rotas alternativas (ALT) e "rotas opcionais" (OPT) (uma designação inicial para rotas alternativas).
- U.S. Route 66 Alternate: Bolingbrook–Gardner, Illinois
- U.S. Route 66 Business: Towanda–Bloomington, Illinois
- U.S. Route 66 Business: Lincoln, Illinois
- U.S. Route 66 Business: Springfield, Illinois
- U.S. Route 66 Business: Mitchell–East St. Louis, Illinois
- U.S. Route 66 Business: St. Louis–Sunset Hills, Missouri
- U.S. Route 66 Optional: Venice, Illinois–St. Louis, Missouri
- U.S. Route 66 Bypass: Mitchell, Illinois–Sunset Hills, Missouri
- U.S. Route 66 Business: Springfield, Missouri
- U.S. Route 66 Bypass: Springfield, Missouri
- U.S. Route 66 Alternate Business: Springfield, Missouri
- U.S. Route 66 Alternate: Carthage, Missouri
- U.S. Route 66 Business: Carterville–Webb City, Missouri
- U.S. Route 66 Alternate: Webb City–Joplin, Missouri
- U.S. Route 66 Business: Joplin, Missouri
- U.S. Route 66 Bypass: Joplin, Missouri
- U.S. Route 66 Business: Tulsa, Oklahoma
- U.S. Route 66 Business: Oklahoma City, Oklahoma
- U.S. Route 66 Business: Clinton, Oklahoma
- U.S. Route 66 Business: Amarillo, Texas
- U.S. Route 66 Business: San Bernardino, California
- U.S. Route 66 Alternate: Pasadena–Los Angeles, California

## Galeria

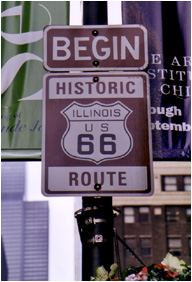
Histórica placa de Illinois, na cidade de Chicago
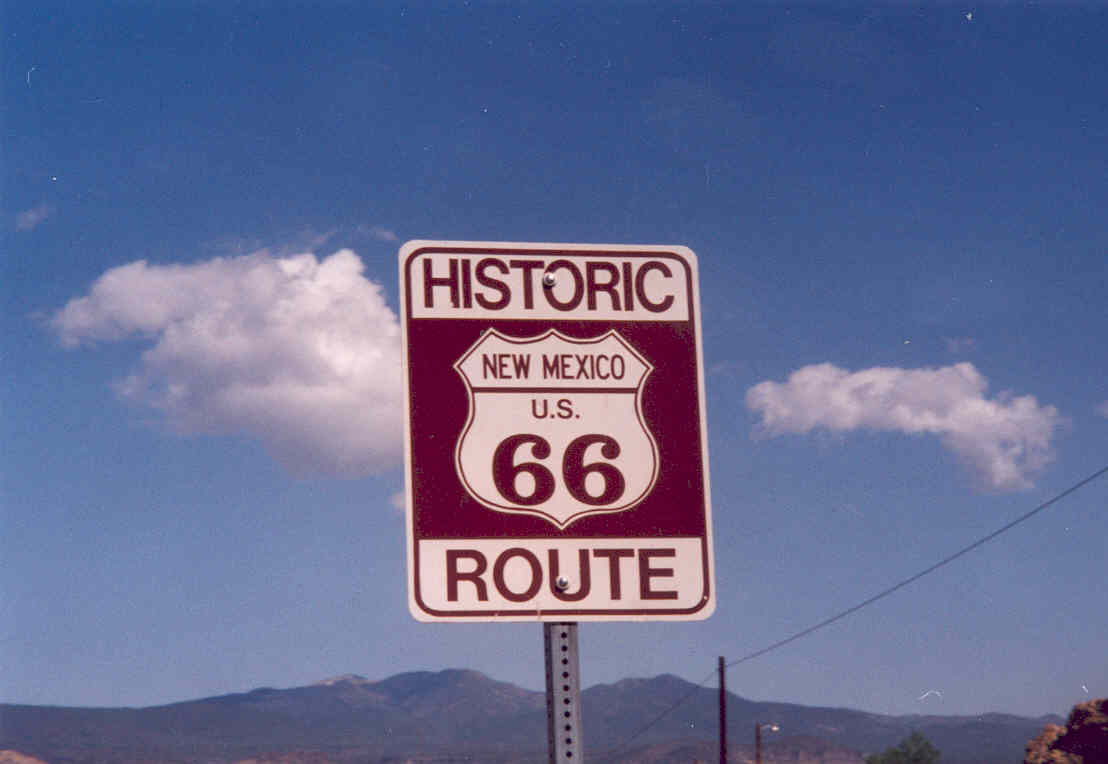
Histórica placa de Novo México
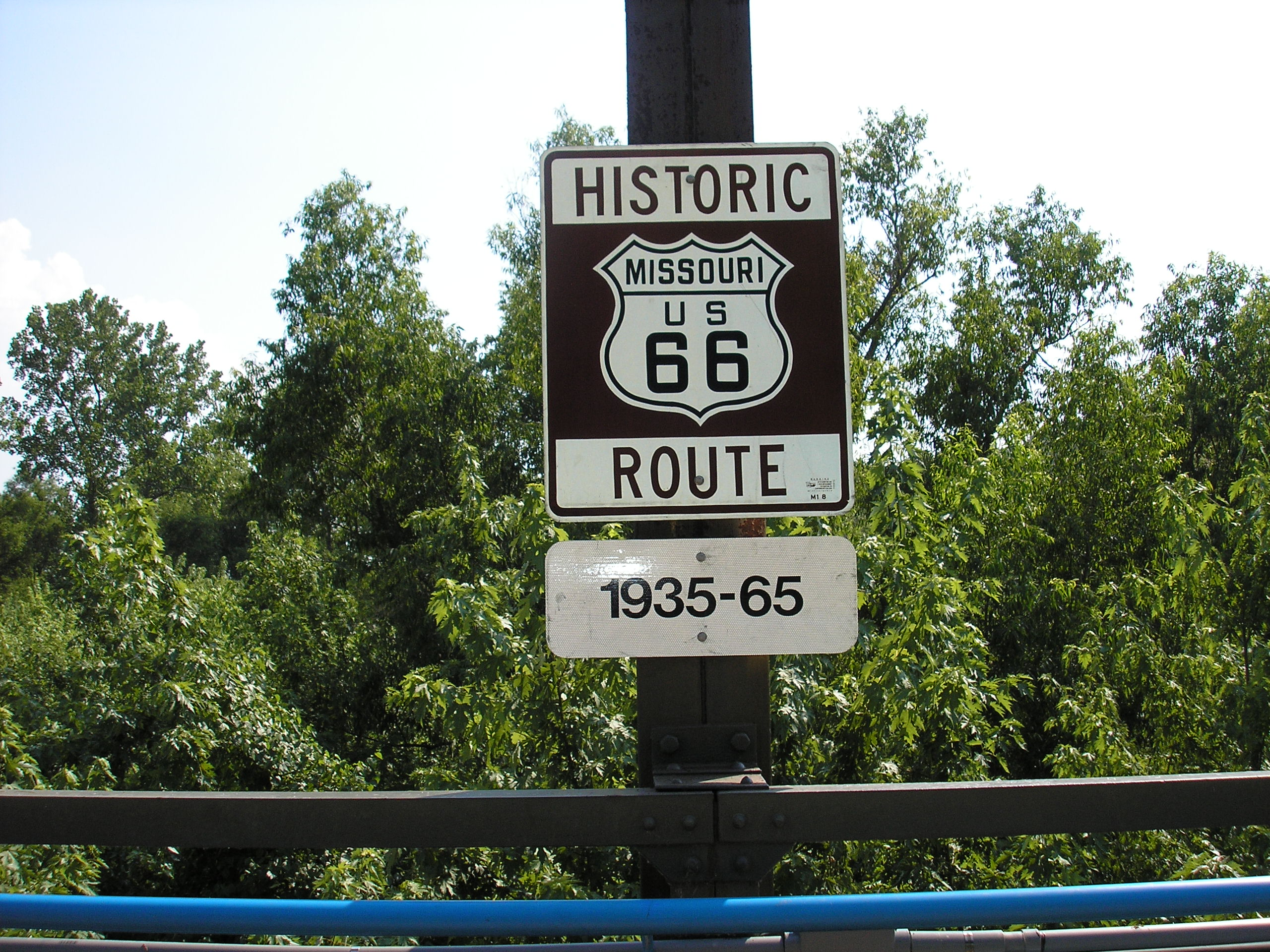
Histórica placa do Missouri
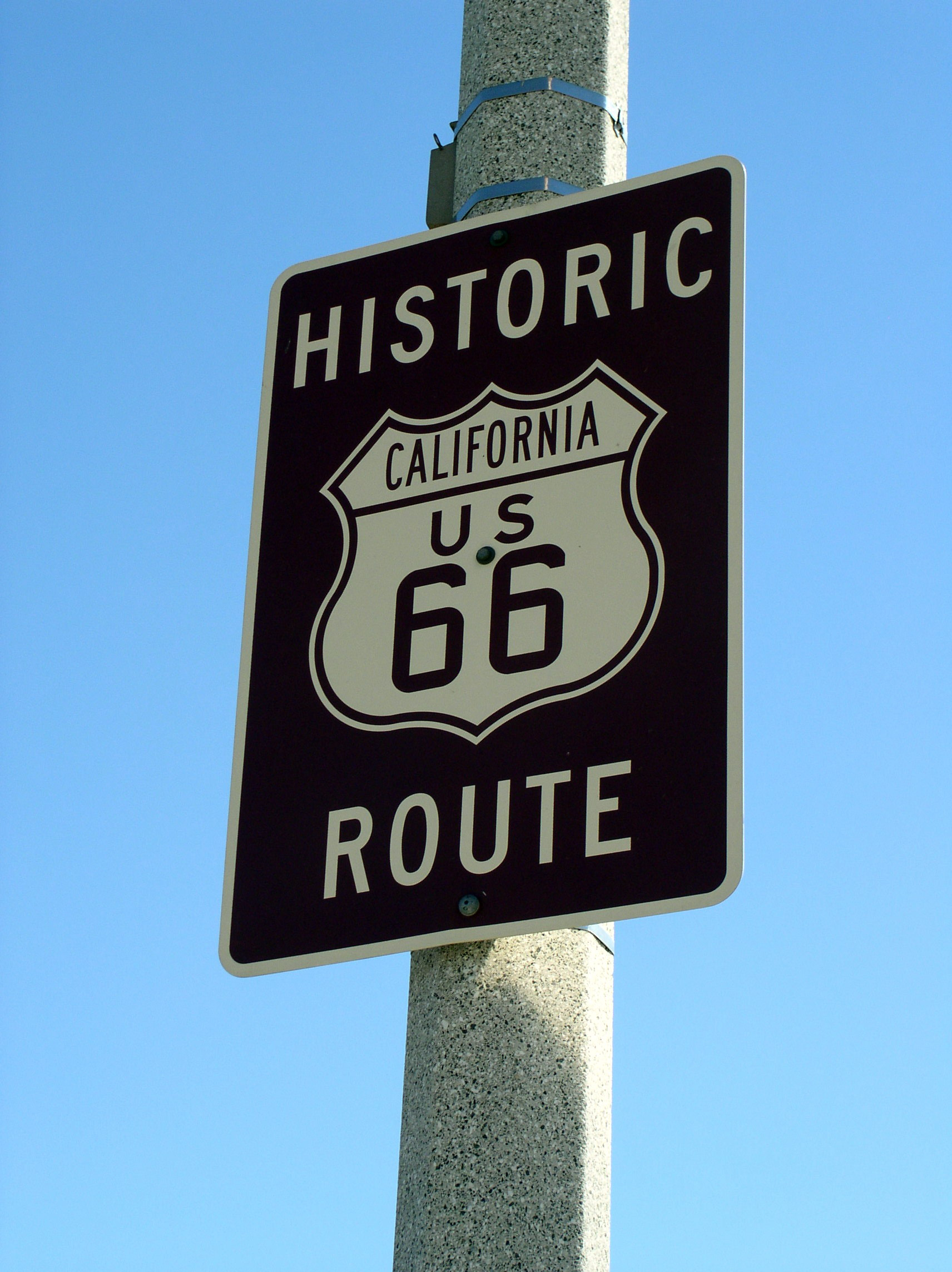
Histórica placa da Califórnia
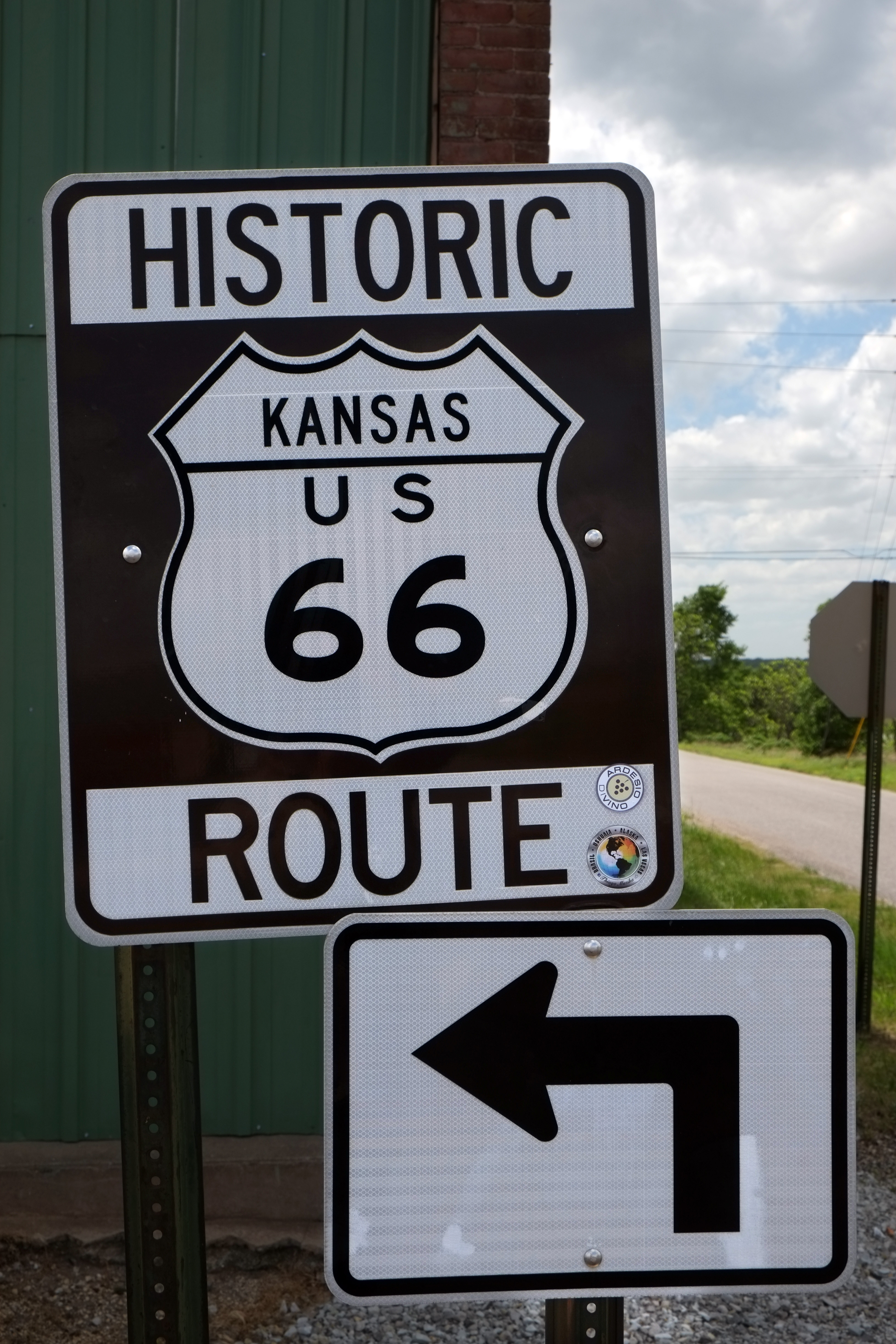
Histórica placa do Kansas
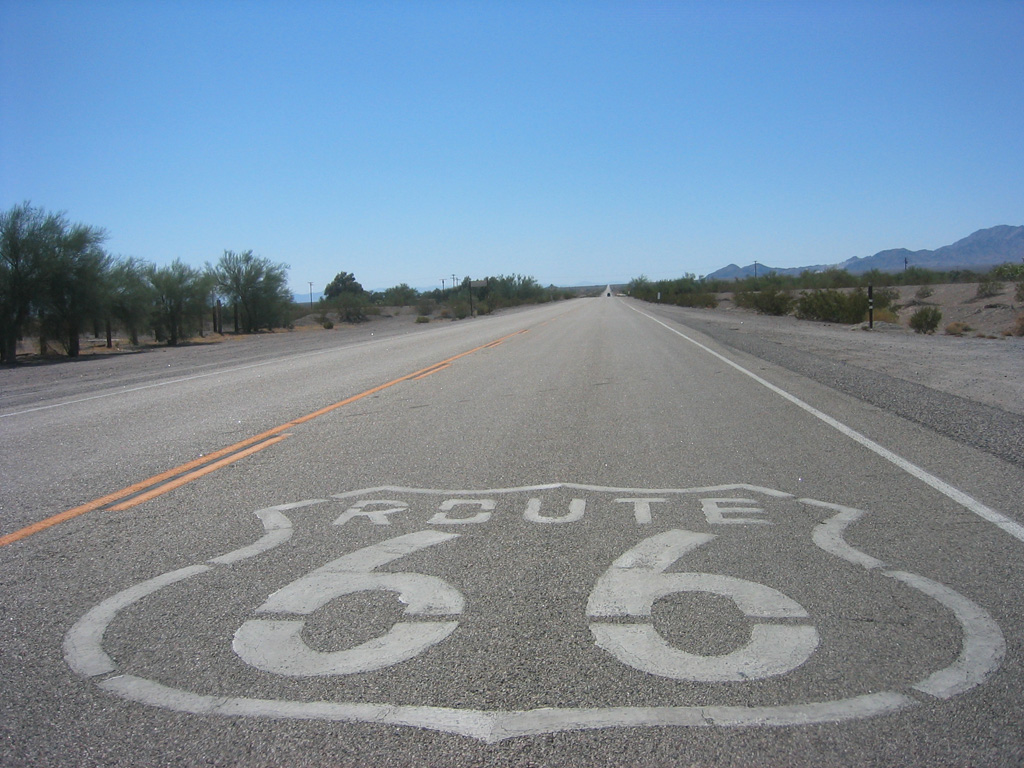
Sinalização da estrada no asfalto
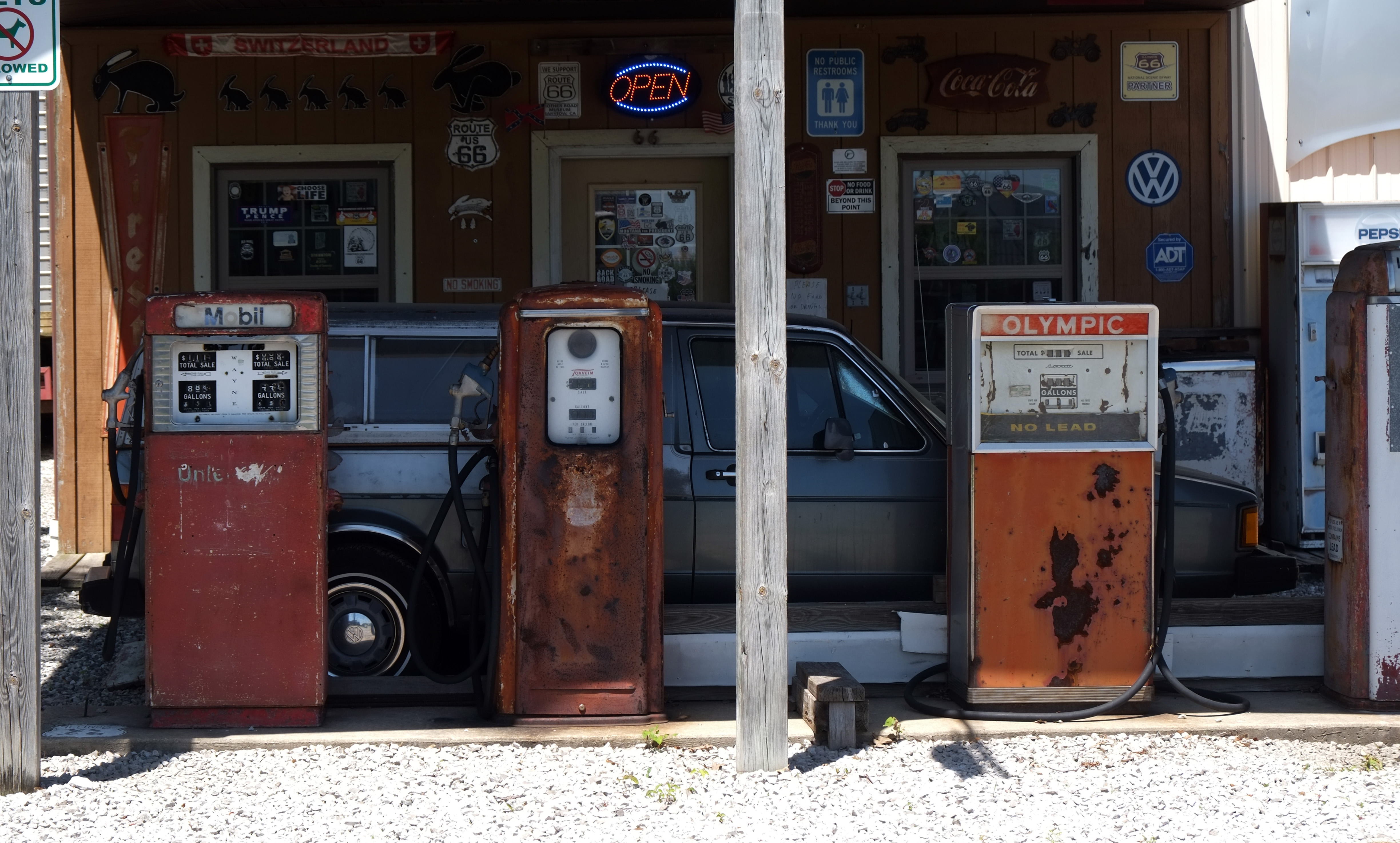
Antigo posto de gasolina
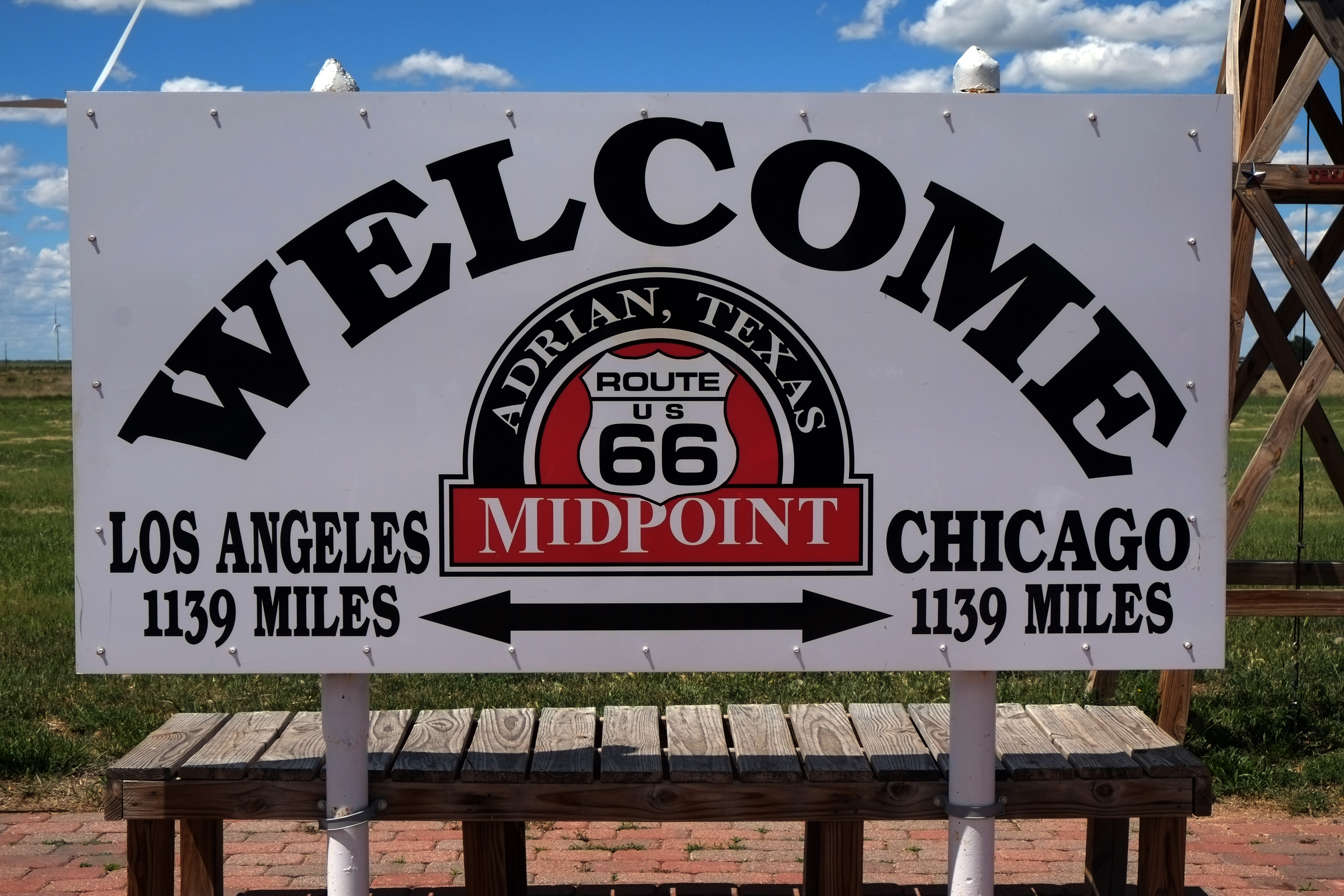
Placa de indicação do ponto médio da U.S. Route 66 em Adrian, no Texas
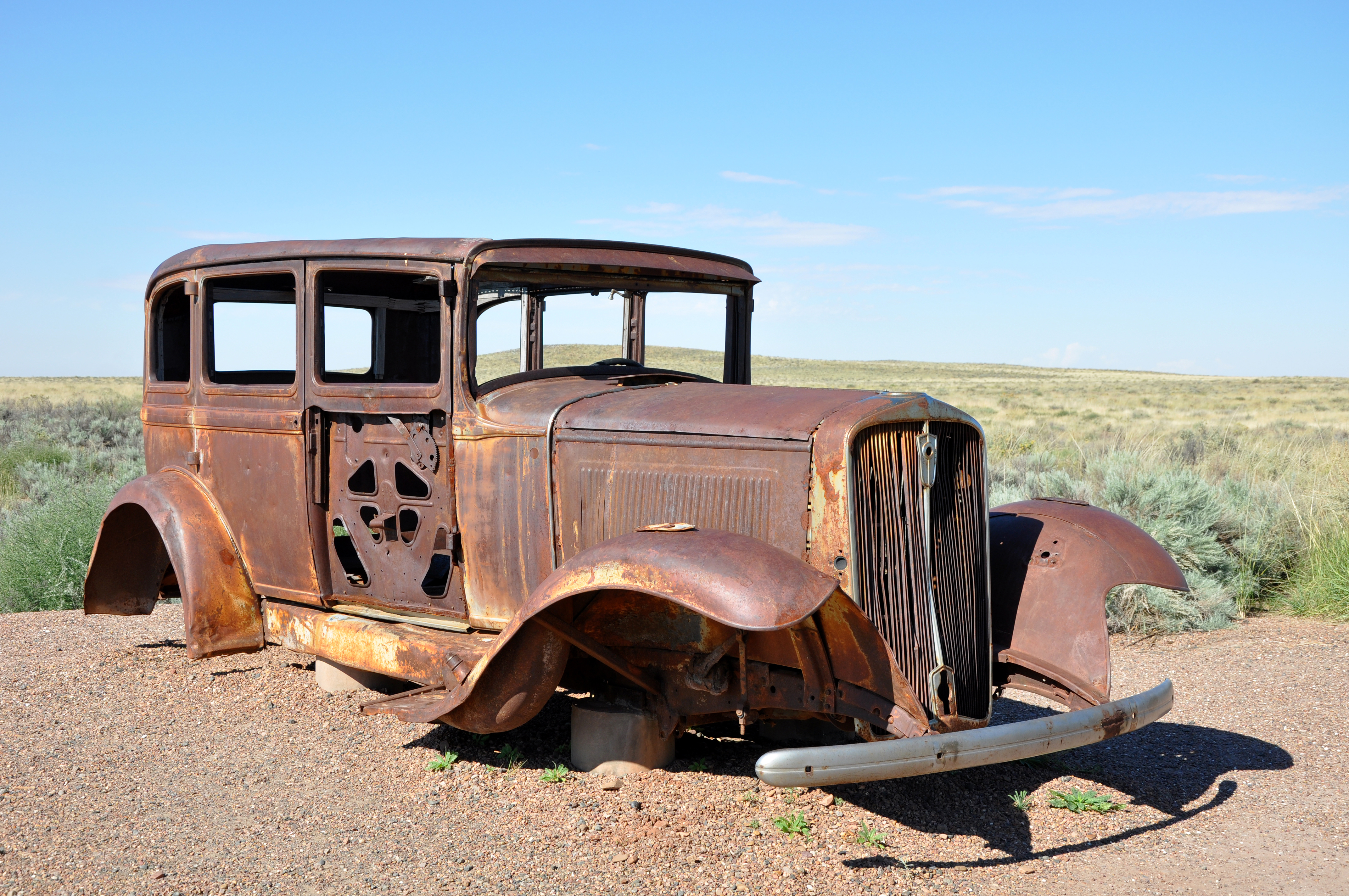
Studebaker Sedan de 1931 abandonado, próximo do Parque Nacional da Floresta Petrificada, no Arizona
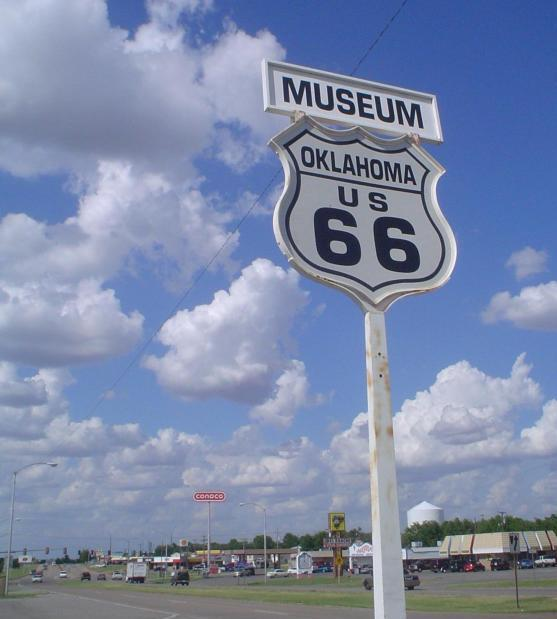
Placa do museu da U.S. Route 66 em Clinton, em Oklahoma
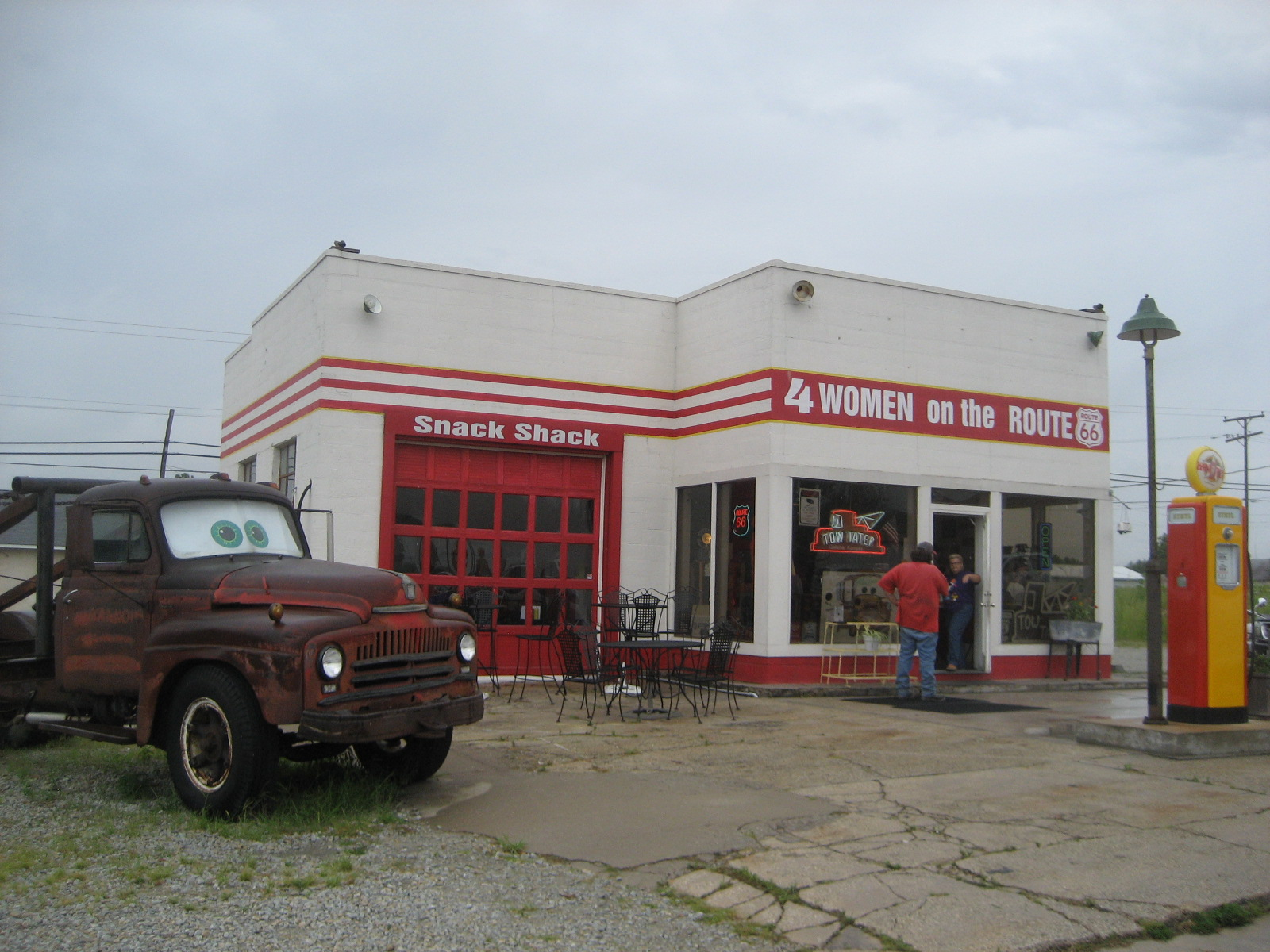
Posto de gasolina em Galena, no Kansas, com o Truck Hook
Placa de sinalização de um motel imitando uma placa histórica da rodovia em Kingman, no Arizona
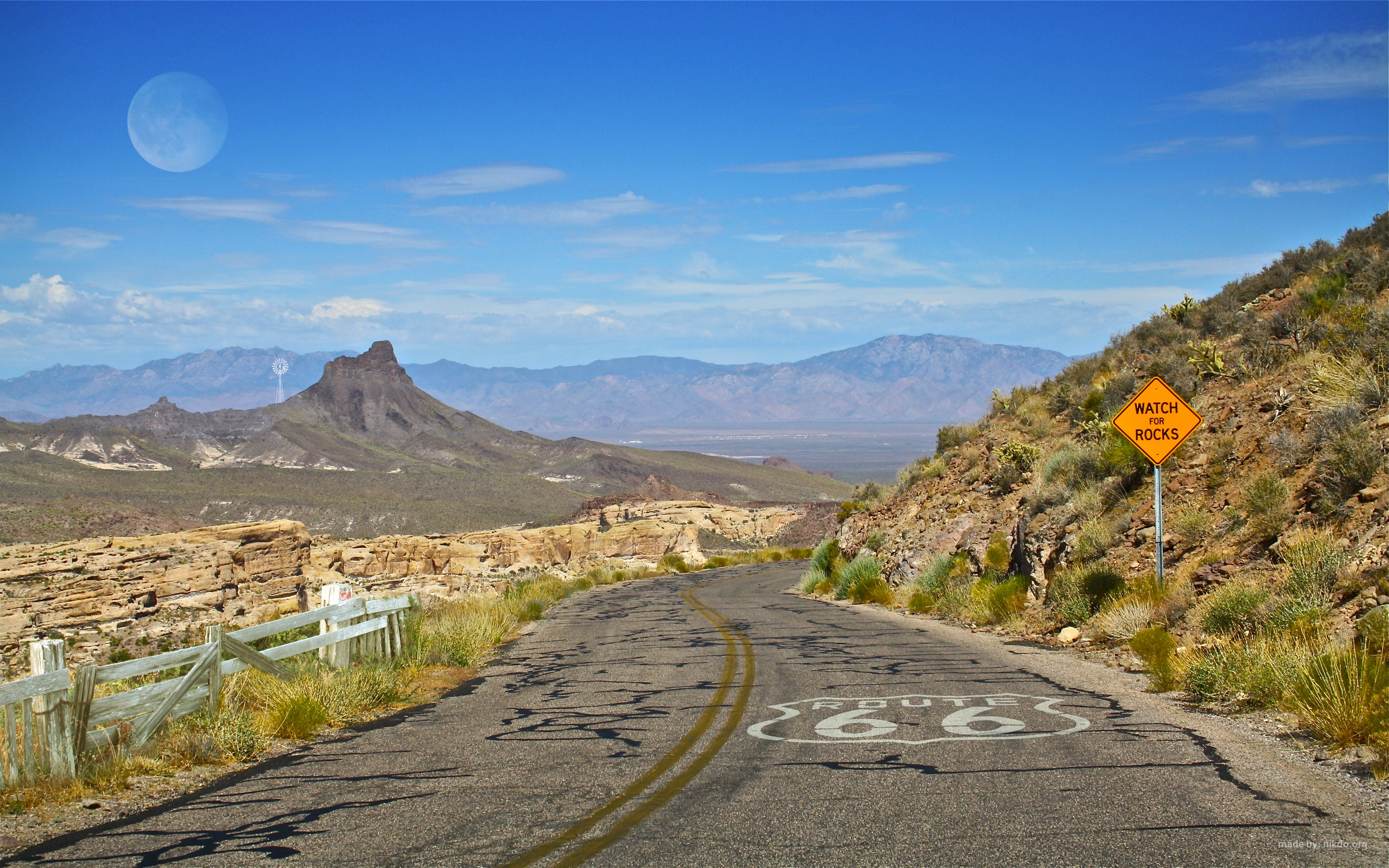
U.S. Route 66 com uma sinalização escrito "Watch for rocks", que traduzindo para o português seria "Cuidado com as pedras
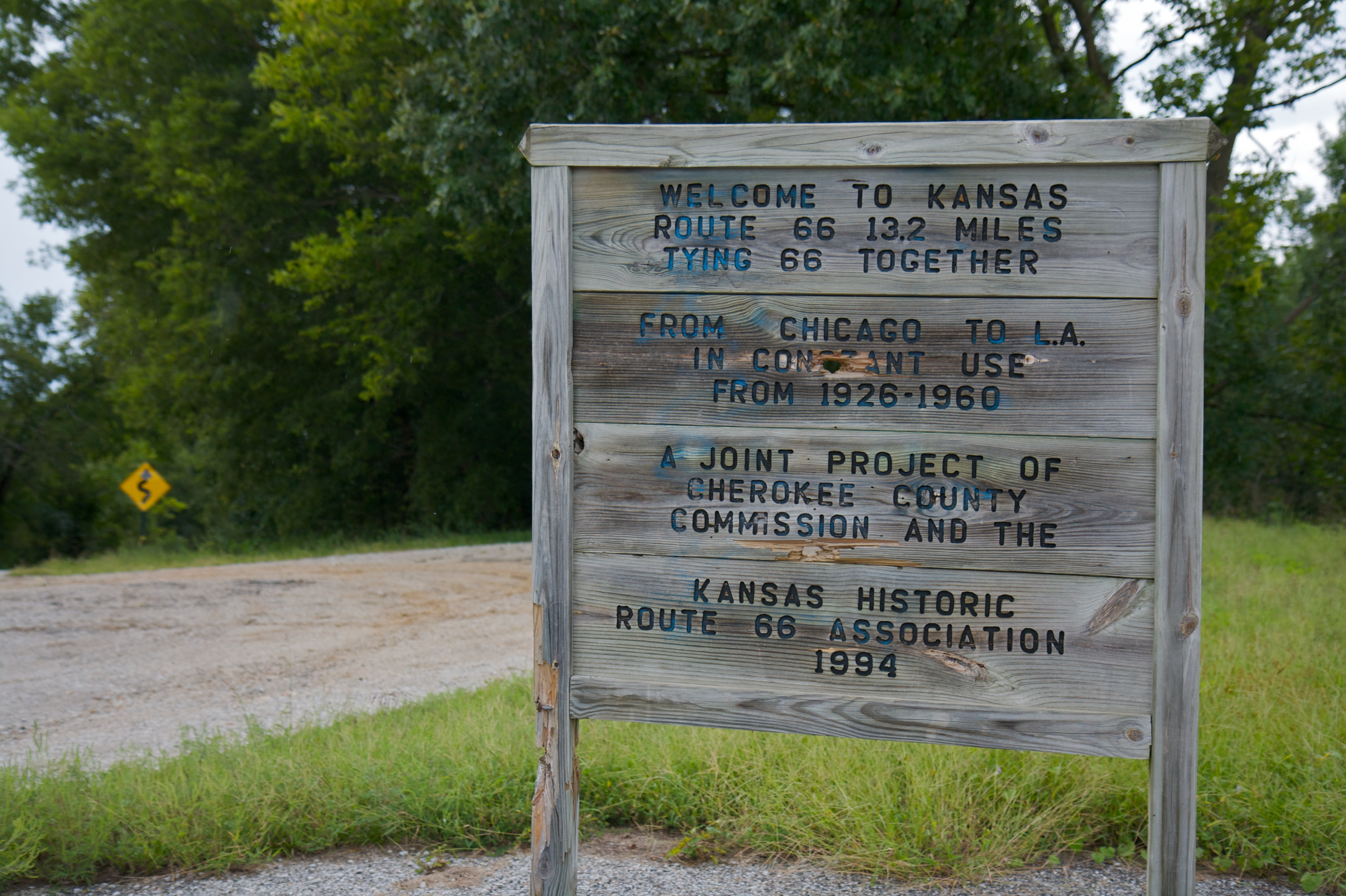
Placa de boas-vindas ao Kansas
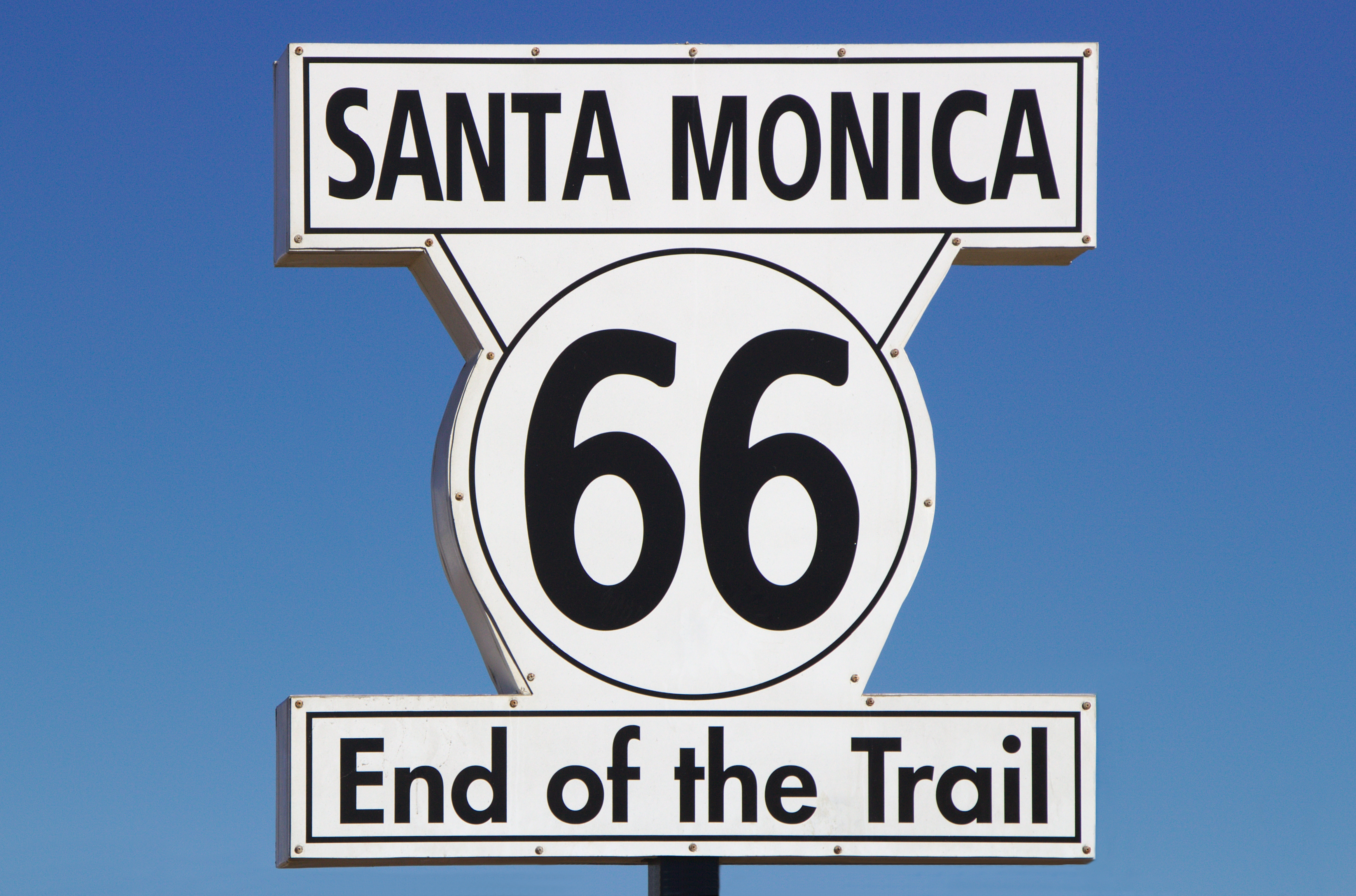
Placa de sinalização do fim da estrada de U.S. Route 66 em Santa Mônica, Califórnia